# Llista d'asteroides (369001-370000)
Llista d'asteroides del 369.001 al 370.000, amb data de descoberta i descobridor. És un fragment de la llista d'asteroides completa. Als asteroides se'ls dona un número quan es confirma la seva òrbita; per tant, apareixen llistats aproximadament segons la data de descobriment.

## 369001-369100
| Nom    | Designació provisional | Data de descobriment   | Lloc de descobriment | Descobridor/s           |
| ------ | ---------------------- | ---------------------- | -------------------- | ----------------------- |
| 369001 | 2007 HP16              | 16 d'abril de 2007     | Mount Lemmon         | Mt. Lemmon Survey       |
| 369002 | 2007 HC66              | 22 d'abril de 2007     | Mount Lemmon         | Mt. Lemmon Survey       |
| 369003 | 2007 HP79              | 23 d'abril de 2007     | Kitt Peak            | Spacewatch              |
| 369004 | 2007 HG80              | 24 d'abril de 2007     | Kitt Peak            | Spacewatch              |
| 369005 | 2007 JE12              | 7 de maig de 2007      | Kitt Peak            | Spacewatch              |
| 369006 | 2007 JD20              | 10 de maig de 2007     | Mount Lemmon         | Mt. Lemmon Survey       |
| 369007 | 2007 JU28              | 10 de maig de 2007     | Mount Lemmon         | Mt. Lemmon Survey       |
| 369008 | 2007 LO3               | 8 de juny de 2007      | Kitt Peak            | Spacewatch              |
| 369009 | 2007 LF10              | 9 de juny de 2007      | Kitt Peak            | Spacewatch              |
| 369010 | 2007 OK2               | 18 de juliol de 2007   | Simeis               | Simeis                  |
| 369011 | 2007 PD6               | 8 d'agost de 2007      | Socorro              | LINEAR                  |
| 369012 | 2007 PG29              | 15 d'agost de 2007     | Bisei SG Center      | BATTeRS                 |
| 369013 | 2007 RT68              | 10 de setembre de 2007 | Kitt Peak            | Spacewatch              |
| 369014 | 2007 RP286             | 4 de setembre de 2007  | Mount Lemmon         | Mt. Lemmon Survey       |
| 369015 | 2007 TY51              | 4 d'octubre de 2007    | Kitt Peak            | Spacewatch              |
| 369016 | 2007 TA148             | 7 d'octubre de 2007    | Socorro              | LINEAR                  |
| 369017 | 2007 TC181             | 8 d'octubre de 2007    | Anderson Mesa        | LONEOS                  |
| 369018 | 2007 TS181             | 8 d'octubre de 2007    | Anderson Mesa        | LONEOS                  |
| 369019 | 2007 TE198             | 8 d'octubre de 2007    | Kitt Peak            | Spacewatch              |
| 369020 | 2007 TG359             | 15 de setembre de 2007 | Kitt Peak            | Spacewatch              |
| 369021 | 2007 TO362             | 14 d'octubre de 2007   | Mount Lemmon         | Mt. Lemmon Survey       |
| 369022 | 2007 TO397             | 10 d'octubre de 2007   | Catalina             | CSS                     |
| 369023 | 2007 TF404             | 3 d'octubre de 2007    | Kitt Peak            | Spacewatch              |
| 369024 | 2007 VY211             | 9 de novembre de 2007  | Kitt Peak            | Spacewatch              |
| 369025 | 2007 VE267             | 14 de novembre de 2007 | Bisei SG Center      | BATTeRS                 |
| 369026 | 2007 VB314             | 1 de novembre de 2007  | Kitt Peak            | Spacewatch              |
| 369027 | 2007 XC4               | 4 de novembre de 2007  | Kitt Peak            | Spacewatch              |
| 369028 | 2007 XN31              | 15 de desembre de 2007 | Kitt Peak            | Spacewatch              |
| 369029 | 2007 XC58              | 12 de novembre de 2007 | Mount Lemmon         | Mt. Lemmon Survey       |
| 369030 | 2007 YN65              | 18 de desembre de 2007 | Mount Lemmon         | Mt. Lemmon Survey       |
| 369031 | 2007 YK66              | 30 de desembre de 2007 | Kitt Peak            | Spacewatch              |
| 369032 | 2008 AW18              | 2 d'octubre de 2006    | Mount Lemmon         | Mt. Lemmon Survey       |
| 369033 | 2008 AO53              | 11 de gener de 2008    | Kitt Peak            | Spacewatch              |
| 369034 | 2008 AH102             | 13 de gener de 2008    | Kitt Peak            | Spacewatch              |
| 369035 | 2008 AR107             | 30 de desembre de 2007 | Kitt Peak            | Spacewatch              |
| 369036 | 2008 AC109             | 11 de novembre de 2007 | Mount Lemmon         | Mt. Lemmon Survey       |
| 369037 | 2008 AA115             | 11 de gener de 2008    | Kitt Peak            | Spacewatch              |
| 369038 | 2008 BE7               | 19 d'octubre de 2003   | Palomar              | NEAT                    |
| 369039 | 2008 BK15              | 31 de desembre de 2007 | Mount Lemmon         | Mt. Lemmon Survey       |
| 369040 | 2008 BE22              | 11 de novembre de 2007 | Mount Lemmon         | Mt. Lemmon Survey       |
| 369041 | 2008 BV22              | 31 de gener de 2008    | Mount Lemmon         | Mt. Lemmon Survey       |
| 369042 | 2008 CS17              | 3 de febrer de 2008    | Kitt Peak            | Spacewatch              |
| 369043 | 2008 CF20              | 6 de febrer de 2008    | Anderson Mesa        | LONEOS                  |
| 369044 | 2008 CV27              | 2 de febrer de 2008    | Kitt Peak            | Spacewatch              |
| 369045 | 2008 CB29              | 22 d'octubre de 2006   | Mount Lemmon         | Mt. Lemmon Survey       |
| 369046 | 2008 CM32              | 2 de febrer de 2008    | Kitt Peak            | Spacewatch              |
| 369047 | 2008 CQ86              | 7 de febrer de 2008    | Mount Lemmon         | Mt. Lemmon Survey       |
| 369048 | 2008 CJ91              | 30 de gener de 2008    | Mount Lemmon         | Mt. Lemmon Survey       |
| 369049 | 2008 CT121             | 30 de gener de 2008    | Catalina             | CSS                     |
| 369050 | 2008 CQ150             | 2 de febrer de 2008    | Kitt Peak            | Spacewatch              |
| 369051 | 2008 CQ183             | 13 de febrer de 2008   | Catalina             | CSS                     |
| 369052 | 2008 CU184             | 8 de febrer de 2008    | Siding Spring        | Siding Spring Survey    |
| 369053 | 2008 CT194             | 12 de febrer de 2008   | Mount Lemmon         | Mt. Lemmon Survey       |
| 369054 | 2008 CB197             | 8 de febrer de 2008    | Kitt Peak            | Spacewatch              |
| 369055 | 2008 CG204             | 11 de febrer de 2008   | Mount Lemmon         | Mt. Lemmon Survey       |
| 369056 | 2008 CG210             | 2 de febrer de 2008    | Kitt Peak            | Spacewatch              |
| 369057 | 2008 DK5               | 28 de febrer de 2008   | Catalina             | CSS                     |
| 369058 | 2008 DP38              | 27 de febrer de 2008   | Kitt Peak            | Spacewatch              |
| 369059 | 2008 DC68              | 29 de febrer de 2008   | Kitt Peak            | Spacewatch              |
| 369060 | 2008 DW70              | 28 de febrer de 2008   | Catalina             | CSS                     |
| 369061 | 2008 ER25              | 4 de març de 2008      | Kitt Peak            | Spacewatch              |
| 369062 | 2008 ER29              | 4 de març de 2008      | Mount Lemmon         | Mt. Lemmon Survey       |
| 369063 | 2008 EX32              | 1 de març de 2008      | Kitt Peak            | Spacewatch              |
| 369064 | 2008 EY36              | 4 de març de 2008      | Kitt Peak            | Spacewatch              |
| 369065 | 2008 EO48              | 5 de març de 2008      | Kitt Peak            | Spacewatch              |
| 369066 | 2008 EA70              | 4 de març de 2008      | Kitt Peak            | Spacewatch              |
| 369067 | 2008 EW87              | 10 de març de 2008     | Mount Lemmon         | Mt. Lemmon Survey       |
| 369068 | 2008 EL123             | 9 de març de 2008      | Kitt Peak            | Spacewatch              |
| 369069 | 2008 ET160             | 1 de març de 2008      | Kitt Peak            | Spacewatch              |
| 369070 | 2008 EB161             | 5 de març de 2008      | Kitt Peak            | Spacewatch              |
| 369071 | 2008 FU3               | 6 d'octubre de 2005    | Mount Lemmon         | Mt. Lemmon Survey       |
| 369072 | 2008 FN27              | 27 de març de 2008     | Kitt Peak            | Spacewatch              |
| 369073 | 2008 FO54              | 28 de març de 2008     | Mount Lemmon         | Mt. Lemmon Survey       |
| 369074 | 2008 FT57              | 28 de febrer de 2008   | Kitt Peak            | Spacewatch              |
| 369075 | 2008 FP63              | 5 de març de 2008      | Mount Lemmon         | Mt. Lemmon Survey       |
| 369076 | 2008 FT72              | 10 de març de 2008     | Kitt Peak            | Spacewatch              |
| 369077 | 2008 FP81              | 27 de març de 2008     | Mount Lemmon         | Mt. Lemmon Survey       |
| 369078 | 2008 FX96              | 4 de març de 2008      | Mount Lemmon         | Mt. Lemmon Survey       |
| 369079 | 2008 FD100             | 30 de març de 2008     | Kitt Peak            | Spacewatch              |
| 369080 | 2008 FT100             | 30 de març de 2008     | Kitt Peak            | Spacewatch              |
| 369081 | 2008 FE105             | 31 de març de 2008     | Kitt Peak            | Spacewatch              |
| 369082 | 2008 FW111             | 31 de març de 2008     | Kitt Peak            | Spacewatch              |
| 369083 | 2008 FZ115             | 31 de març de 2008     | Mount Lemmon         | Mt. Lemmon Survey       |
| 369084 | 2008 FJ136             | 27 de març de 2008     | Mount Lemmon         | Mt. Lemmon Survey       |
| 369085 | 2008 GU21              | 8 d'abril de 2008      | Desert Eagle         | W. K. Y. Yeung          |
| 369086 | 2008 GJ32              | 3 d'abril de 2008      | Kitt Peak            | Spacewatch              |
| 369087 | 2008 GF44              | 4 d'abril de 2008      | Kitt Peak            | Spacewatch              |
| 369088 | 2008 GG44              | 12 de març de 2008     | La Silla             | O. Vaduvescu, M. Birlan |
| 369089 | 2008 GE65              | 6 d'abril de 2008      | Kitt Peak            | Spacewatch              |
| 369090 | 2008 GA70              | 6 d'abril de 2008      | Mount Lemmon         | Mt. Lemmon Survey       |
| 369091 | 2008 GN88              | 28 de març de 2008     | Mount Lemmon         | Mt. Lemmon Survey       |
| 369092 | 2008 GM91              | 6 d'abril de 2008      | Mount Lemmon         | Mt. Lemmon Survey       |
| 369093 | 2008 GM101             | 28 de març de 2008     | Kitt Peak            | Spacewatch              |
| 369094 | 2008 GA118             | 29 de març de 2008     | Kitt Peak            | Spacewatch              |
| 369095 | 2008 GT122             | 22 d'octubre de 2005   | Catalina             | CSS                     |
| 369096 | 2008 GO123             | 13 d'abril de 2008     | Kitt Peak            | Spacewatch              |
| 369097 | 2008 GC124             | 16 de desembre de 2007 | Mount Lemmon         | Mt. Lemmon Survey       |
| 369098 | 2008 GW131             | 6 d'abril de 2008      | Kitt Peak            | Spacewatch              |
| 369099 | 2008 GU136             | 6 d'abril de 2008      | Kitt Peak            | Spacewatch              |
| 369100 | 2008 GP144             | 4 d'abril de 2008      | Mount Lemmon         | Mt. Lemmon Survey       |

## 369101-369200
| Nom    | Designació provisional | Data de descobriment   | Lloc de descobriment | Descobridor/s        |
| ------ | ---------------------- | ---------------------- | -------------------- | -------------------- |
| 369101 | 2008 HA1               | 24 d'abril de 2008     | Catalina             | CSS                  |
| 369102 | 2008 HW2               | 15 d'abril de 2008     | Mount Lemmon         | Mt. Lemmon Survey    |
| 369103 | 2008 HS34              | 27 d'abril de 2008     | Mount Lemmon         | Mt. Lemmon Survey    |
| 369104 | 2008 HN35              | 28 d'abril de 2008     | Kitt Peak            | Spacewatch           |
| 369105 | 2008 HP54              | 29 d'abril de 2008     | Kitt Peak            | Spacewatch           |
| 369106 | 2008 HA63              | 28 de març de 2008     | Mount Lemmon         | Mt. Lemmon Survey    |
| 369107 | 2008 JH5               | 3 de maig de 2008      | Kitt Peak            | Spacewatch           |
| 369108 | 2008 JT24              | 3 de maig de 2008      | Cerro Burek          | Cerro Burek          |
| 369109 | 2008 JF40              | 3 de maig de 2008      | Kitt Peak            | Spacewatch           |
| 369110 | 2008 KV25              | 8 d'octubre de 2005    | Kitt Peak            | Spacewatch           |
| 369111 | 2008 KP38              | 30 de maig de 2008     | Kitt Peak            | Spacewatch           |
| 369112 | 2008 NS3               | 6 de juliol de 2008    | Charleston           | Charleston           |
| 369113 | 2008 OC4               | 26 de juliol de 2008   | Siding Spring        | Siding Spring Survey |
| 369114 | 2008 OZ20              | 29 de juliol de 2008   | Kitt Peak            | Spacewatch           |
| 369115 | 2008 OA24              | 29 de juliol de 2008   | Kitt Peak            | Spacewatch           |
| 369116 | 2008 PB17              | 11 d'agost de 2008     | Sandlot              | G. Hug               |
| 369117 | 2008 QJ6               | 25 d'agost de 2008     | Dauban               | F. Kugel             |
| 369118 | 2008 QO10              | 26 d'agost de 2008     | La Sagra             | OAM                  |
| 369119 | 2008 QC11              | 26 d'agost de 2008     | La Sagra             | OAM                  |
| 369120 | 2008 QV33              | 27 d'agost de 2008     | La Sagra             | OAM                  |
| 369121 | 2008 QS36              | 21 d'agost de 2008     | Kitt Peak            | Spacewatch           |
| 369122 | 2008 QM39              | 24 d'agost de 2008     | Kitt Peak            | Spacewatch           |
| 369123 | 2008 QH44              | 29 d'agost de 2008     | La Sagra             | OAM                  |
| 369124 | 2008 RA4               | 2 de setembre de 2008  | Kitt Peak            | Spacewatch           |
| 369125 | 2008 RY4               | 2 de setembre de 2008  | Kitt Peak            | Spacewatch           |
| 369126 | 2008 RP6               | 3 de setembre de 2008  | Kitt Peak            | Spacewatch           |
| 369127 | 2008 RX6               | 3 de setembre de 2008  | Kitt Peak            | Spacewatch           |
| 369128 | 2008 RW11              | 23 d'agost de 2008     | Kitt Peak            | Spacewatch           |
| 369129 | 2008 RS15              | 2 de maig de 2006      | Mount Lemmon         | Mt. Lemmon Survey    |
| 369130 | 2008 RP28              | 2 de setembre de 2008  | Kitt Peak            | Spacewatch           |
| 369131 | 2008 RS29              | 2 de setembre de 2008  | Kitt Peak            | Spacewatch           |
| 369132 | 2008 RB34              | 22 d'agost de 2008     | Kitt Peak            | Spacewatch           |
| 369133 | 2008 RB49              | 29 de juliol de 2008   | Mount Lemmon         | Mt. Lemmon Survey    |
| 369134 | 2008 RG79              | 8 de setembre de 2008  | Taunus               | E. Schwab, U. Zimmer |
| 369135 | 2008 RU83              | 4 de setembre de 2008  | Kitt Peak            | Spacewatch           |
| 369136 | 2008 RC86              | 5 de setembre de 2008  | Kitt Peak            | Spacewatch           |
| 369137 | 2008 RE88              | 5 de setembre de 2008  | Kitt Peak            | Spacewatch           |
| 369138 | 2008 RJ92              | 6 de setembre de 2008  | Kitt Peak            | Spacewatch           |
| 369139 | 2008 RB110             | 3 de setembre de 2008  | Kitt Peak            | Spacewatch           |
| 369140 | 2008 RG119             | 4 de setembre de 2008  | Kitt Peak            | Spacewatch           |
| 369141 | 2008 RL131             | 19 d'agost de 2002     | Palomar              | NEAT                 |
| 369142 | 2008 RN135             | 3 de setembre de 2008  | Kitt Peak            | Spacewatch           |
| 369143 | 2008 RA136             | 4 de setembre de 2008  | Socorro              | LINEAR               |
| 369144 | 2008 RY136             | 4 de setembre de 2008  | Kitt Peak            | Spacewatch           |
| 369145 | 2008 RH137             | 5 de setembre de 2008  | Socorro              | LINEAR               |
| 369146 | 2008 RK139             | 27 d'octubre de 2003   | Kitt Peak            | Spacewatch           |
| 369147 | 2008 RA142             | 4 de setembre de 2008  | Socorro              | LINEAR               |
| 369148 | 2008 RU142             | 2 de setembre de 2008  | Kitt Peak            | Spacewatch           |
| 369149 | 2008 SX32              | 20 de setembre de 2008 | Kitt Peak            | Spacewatch           |
| 369150 | 2008 SF42              | 20 de setembre de 2008 | Kitt Peak            | Spacewatch           |
| 369151 | 2008 SK44              | 20 de setembre de 2008 | Kitt Peak            | Spacewatch           |
| 369152 | 2008 SJ52              | 20 de setembre de 2008 | Mount Lemmon         | Mt. Lemmon Survey    |
| 369153 | 2008 SM52              | 20 de setembre de 2008 | Mount Lemmon         | Mt. Lemmon Survey    |
| 369154 | 2008 SQ60              | 20 de setembre de 2008 | Catalina             | CSS                  |
| 369155 | 2008 SB62              | 21 de setembre de 2008 | Kitt Peak            | Spacewatch           |
| 369156 | 2008 SU63              | 6 de setembre de 2008  | Mount Lemmon         | Mt. Lemmon Survey    |
| 369157 | 2008 SF64              | 21 de setembre de 2008 | Kitt Peak            | Spacewatch           |
| 369158 | 2008 SB78              | 3 de setembre de 2008  | Kitt Peak            | Spacewatch           |
| 369159 | 2008 SC86              | 20 de setembre de 2008 | Kitt Peak            | Spacewatch           |
| 369160 | 2008 SM93              | 21 de setembre de 2008 | Kitt Peak            | Spacewatch           |
| 369161 | 2008 SH96              | 21 de setembre de 2008 | Kitt Peak            | Spacewatch           |
| 369162 | 2008 SV97              | 21 de setembre de 2008 | Kitt Peak            | Spacewatch           |
| 369163 | 2008 SW99              | 21 de setembre de 2008 | Kitt Peak            | Spacewatch           |
| 369164 | 2008 SV109             | 22 de setembre de 2008 | Kitt Peak            | Spacewatch           |
| 369165 | 2008 SW109             | 22 de setembre de 2008 | Kitt Peak            | Spacewatch           |
| 369166 | 2008 ST110             | 22 de setembre de 2008 | Kitt Peak            | Spacewatch           |
| 369167 | 2008 SU110             | 22 de setembre de 2008 | Kitt Peak            | Spacewatch           |
| 369168 | 2008 SC115             | 22 de setembre de 2008 | Kitt Peak            | Spacewatch           |
| 369169 | 2008 SW128             | 22 de setembre de 2008 | Kitt Peak            | Spacewatch           |
| 369170 | 2008 SH132             | 22 de setembre de 2008 | Kitt Peak            | Spacewatch           |
| 369171 | 2008 SD140             | 24 de setembre de 2008 | Kitt Peak            | Spacewatch           |
| 369172 | 2008 SY140             | 24 de setembre de 2008 | Mount Lemmon         | Mt. Lemmon Survey    |
| 369173 | 2008 SC146             | 23 de setembre de 2008 | Kitt Peak            | Spacewatch           |
| 369174 | 2008 SG149             | 23 de setembre de 2008 | Kitt Peak            | Spacewatch           |
| 369175 | 2008 SS163             | 28 de setembre de 2008 | Socorro              | LINEAR               |
| 369176 | 2008 SP170             | 21 de setembre de 2008 | Mount Lemmon         | Mt. Lemmon Survey    |
| 369177 | 2008 SE171             | 21 de setembre de 2008 | Mount Lemmon         | Mt. Lemmon Survey    |
| 369178 | 2008 SN173             | 22 de setembre de 2008 | Catalina             | CSS                  |
| 369179 | 2008 SB176             | 23 de setembre de 2008 | Kitt Peak            | Spacewatch           |
| 369180 | 2008 SG196             | 25 de setembre de 2008 | Kitt Peak            | Spacewatch           |
| 369181 | 2008 SO205             | 26 de setembre de 2008 | Kitt Peak            | Spacewatch           |
| 369182 | 2008 SK208             | 27 de setembre de 2008 | Mount Lemmon         | Mt. Lemmon Survey    |
| 369183 | 2008 SH218             | 30 de setembre de 2008 | La Sagra             | OAM                  |
| 369184 | 2008 SO234             | 23 d'octubre de 2003   | Kitt Peak            | Spacewatch           |
| 369185 | 2008 SP235             | 28 de setembre de 2008 | Catalina             | CSS                  |
| 369186 | 2008 SD259             | 23 de setembre de 2008 | Kitt Peak            | Spacewatch           |
| 369187 | 2008 SX268             | 30 de setembre de 2008 | Catalina             | CSS                  |
| 369188 | 2008 SQ283             | 23 de setembre de 2008 | Catalina             | CSS                  |
| 369189 | 2008 SP285             | 21 de setembre de 2008 | Kitt Peak            | Spacewatch           |
| 369190 | 2008 TH11              | 19 de setembre de 2003 | Kitt Peak            | Spacewatch           |
| 369191 | 2008 TY16              | 1 d'octubre de 2008    | Mount Lemmon         | Mt. Lemmon Survey    |
| 369192 | 2008 TO32              | 1 d'octubre de 2008    | Kitt Peak            | Spacewatch           |
| 369193 | 2008 TS53              | 20 de setembre de 2008 | Kitt Peak            | Spacewatch           |
| 369194 | 2008 TV60              | 2 d'octubre de 2008    | Kitt Peak            | Spacewatch           |
| 369195 | 2008 TE62              | 2 d'octubre de 2008    | Kitt Peak            | Spacewatch           |
| 369196 | 2008 TU64              | 2 d'octubre de 2008    | Catalina             | CSS                  |
| 369197 | 2008 TD65              | 2 d'octubre de 2008    | Catalina             | CSS                  |
| 369198 | 2008 TD94              | 5 d'octubre de 2008    | La Sagra             | OAM                  |
| 369199 | 2008 TN105             | 6 d'octubre de 2008    | Kitt Peak            | Spacewatch           |
| 369200 | 2008 TU105             | 6 d'octubre de 2008    | Kitt Peak            | Spacewatch           |

## 369201-369300
| Nom    | Designació provisional | Data de descobriment   | Lloc de descobriment | Descobridor/s       |
| ------ | ---------------------- | ---------------------- | -------------------- | ------------------- |
| 369201 | 2008 TF116             | 6 d'octubre de 2008    | Catalina             | CSS                 |
| 369202 | 2008 TA135             | 8 d'octubre de 2008    | Kitt Peak            | Spacewatch          |
| 369203 | 2008 TT152             | 20 de març de 2001     | Kitt Peak            | Spacewatch          |
| 369204 | 2008 TU153             | 9 d'octubre de 2008    | Mount Lemmon         | Mt. Lemmon Survey   |
| 369205 | 2008 TJ160             | 1 d'octubre de 2008    | Mount Lemmon         | Mt. Lemmon Survey   |
| 369206 | 2008 TY165             | 6 d'octubre de 2008    | Catalina             | CSS                 |
| 369207 | 2008 TO173             | 6 d'octubre de 2008    | Catalina             | CSS                 |
| 369208 | 2008 TS180             | 2 d'octubre de 2008    | Catalina             | CSS                 |
| 369209 | 2008 TE188             | 9 d'octubre de 2008    | Socorro              | LINEAR              |
| 369210 | 2008 UL10              | 8 d'octubre de 2008    | Mount Lemmon         | Mt. Lemmon Survey   |
| 369211 | 2008 UR10              | 17 d'octubre de 2008   | Kitt Peak            | Spacewatch          |
| 369212 | 2008 UD12              | 17 d'octubre de 2008   | Kitt Peak            | Spacewatch          |
| 369213 | 2008 UL22              | 19 d'octubre de 2008   | Kitt Peak            | Spacewatch          |
| 369214 | 2008 UJ39              | 20 d'octubre de 2008   | Mount Lemmon         | Mt. Lemmon Survey   |
| 369215 | 2008 US63              | 21 d'octubre de 2008   | Mount Lemmon         | Mt. Lemmon Survey   |
| 369216 | 2008 UH70              | 21 d'octubre de 2008   | Kitt Peak            | Spacewatch          |
| 369217 | 2008 UH75              | 21 d'octubre de 2008   | Kitt Peak            | Spacewatch          |
| 369218 | 2008 UP80              | 22 d'octubre de 2008   | Kitt Peak            | Spacewatch          |
| 369219 | 2008 UY92              | 8 d'octubre de 2008    | Catalina             | CSS                 |
| 369220 | 2008 UC101             | 20 d'octubre de 2008   | Kitt Peak            | Spacewatch          |
| 369221 | 2008 UT106             | 21 d'octubre de 2008   | Kitt Peak            | Spacewatch          |
| 369222 | 2008 UO117             | 22 d'octubre de 2008   | Kitt Peak            | Spacewatch          |
| 369223 | 2008 UL119             | 22 d'octubre de 2008   | Kitt Peak            | Spacewatch          |
| 369224 | 2008 UP151             | 23 d'octubre de 2008   | Kitt Peak            | Spacewatch          |
| 369225 | 2008 UX156             | 23 d'octubre de 2008   | Mount Lemmon         | Mt. Lemmon Survey   |
| 369226 | 2008 UW160             | 23 d'octubre de 2008   | Crni Vrh             | Crni Vrh            |
| 369227 | 2008 UF209             | 23 d'octubre de 2008   | Kitt Peak            | Spacewatch          |
| 369228 | 2008 UU213             | 24 d'octubre de 2008   | Catalina             | CSS                 |
| 369229 | 2008 UD226             | 25 d'octubre de 2008   | Catalina             | CSS                 |
| 369230 | 2008 UL259             | 27 d'octubre de 2008   | Mount Lemmon         | Mt. Lemmon Survey   |
| 369231 | 2008 UB276             | 6 de maig de 2006      | Mount Lemmon         | Mt. Lemmon Survey   |
| 369232 | 2008 UJ278             | 28 d'octubre de 2008   | Mount Lemmon         | Mt. Lemmon Survey   |
| 369233 | 2008 UK309             | 30 d'octubre de 2008   | Catalina             | CSS                 |
| 369234 | 2008 UD322             | 31 d'octubre de 2008   | Mount Lemmon         | Mt. Lemmon Survey   |
| 369235 | 2008 UB354             | 23 d'octubre de 2008   | Kitt Peak            | Spacewatch          |
| 369236 | 2008 UR362             | 4 de desembre de 2003  | Socorro              | LINEAR              |
| 369237 | 2008 UV369             | 30 d'octubre de 2008   | Catalina             | CSS                 |
| 369238 | 2008 VN1               | 2 de novembre de 2008  | Socorro              | LINEAR              |
| 369239 | 2008 VO16              | 1 de novembre de 2008  | Kitt Peak            | Spacewatch          |
| 369240 | 2008 WK12              | 18 de novembre de 2008 | Catalina             | CSS                 |
| 369241 | 2008 WU24              | 18 de novembre de 2008 | Catalina             | CSS                 |
| 369242 | 2008 WH69              | 18 de novembre de 2008 | Catalina             | CSS                 |
| 369243 | 2008 WJ69              | 18 de novembre de 2008 | Kitt Peak            | Spacewatch          |
| 369244 | 2008 WY92              | 25 de novembre de 2008 | Dauban               | F. Kugel            |
| 369245 | 2008 WQ94              | 29 de novembre de 2008 | Mayhill              | A. Lowe             |
| 369246 | 2008 XJ51              | 4 de desembre de 2008  | Socorro              | LINEAR              |
| 369247 | 2008 YM46              | 29 de desembre de 2008 | Mount Lemmon         | Mt. Lemmon Survey   |
| 369248 | 2009 DA4               | 13 de febrer de 2009   | Kitt Peak            | Spacewatch          |
| 369249 | 2009 DC4               | 1 de febrer de 2009    | Catalina             | CSS                 |
| 369250 | 2009 DK30              | 2 de maig de 2006      | Mount Lemmon         | Mt. Lemmon Survey   |
| 369251 | 2009 DF137             | 27 de febrer de 2009   | Catalina             | CSS                 |
| 369252 | 2009 DB142             | 2 de gener de 2009     | Kitt Peak            | Spacewatch          |
| 369253 | 2009 ED31              | 3 de març de 2009      | Mount Lemmon         | Mt. Lemmon Survey   |
| 369254 | 2009 FB22              | 18 de març de 2009     | Kitt Peak            | Spacewatch          |
| 369255 | 2009 FP50              | 28 de març de 2009     | Kitt Peak            | Spacewatch          |
| 369256 | 2009 HH42              | 20 d'abril de 2009     | Kitt Peak            | Spacewatch          |
| 369257 | 2009 HY96              | 23 d'abril de 2009     | Catalina             | CSS                 |
| 369258 | 2009 HV100             | 27 d'abril de 2009     | Mount Lemmon         | Mt. Lemmon Survey   |
| 369259 | 2009 JF7               | 30 d'abril de 2009     | Kitt Peak            | Spacewatch          |
| 369260 | 2009 JW17              | 4 de maig de 2009      | Mount Lemmon         | Mt. Lemmon Survey   |
| 369261 | 2009 KB2               | 16 de maig de 2009     | La Sagra             | OAM                 |
| 369262 | 2009 KO5               | 19 de març de 2009     | Mount Lemmon         | Mt. Lemmon Survey   |
| 369263 | 2009 LE4               | 12 de juny de 2009     | Kitt Peak            | Spacewatch          |
| 369264 | 2009 MS                | 19 de juny de 2009     | Mount Lemmon         | Mt. Lemmon Survey   |
| 369265 | 2009 MN1               | 22 de juny de 2009     | Skylive              | F. Tozzi            |
| 369266 | 2009 MG3               | 21 d'agost de 2006     | Kitt Peak            | Spacewatch          |
| 369267 | 2009 OE15              | 29 de juliol de 2009   | Tiki                 | N. Teamo            |
| 369268 | 2009 OA23              | 21 de juliol de 2009   | La Sagra             | OAM                 |
| 369269 | 2009 PG3               | 12 d'agost de 2009     | La Sagra             | OAM                 |
| 369270 | 2009 PZ15              | 15 d'agost de 2009     | Kitt Peak            | Spacewatch          |
| 369271 | 2009 QU5               | 16 d'agost de 2009     | Bergisch Gladbac     | W. Bickel           |
| 369272 | 2009 QA7               | 17 d'agost de 2009     | Goodricke-Pigott     | R. A. Tucker        |
| 369273 | 2009 QO7               | 18 d'agost de 2009     | Crni Vrh             | Crni Vrh            |
| 369274 | 2009 QD10              | 21 d'agost de 2009     | Andrushivka          | Andrushivka         |
| 369275 | 2009 QX13              | 16 d'agost de 2009     | Kitt Peak            | Spacewatch          |
| 369276 | 2009 QY13              | 16 d'agost de 2009     | Kitt Peak            | Spacewatch          |
| 369277 | 2009 QG14              | 16 d'agost de 2009     | Kitt Peak            | Spacewatch          |
| 369278 | 2009 QK36              | 28 d'agost de 2009     | La Sagra             | OAM                 |
| 369279 | 2009 QN38              | 30 d'agost de 2009     | Taunus               | S. Karge, R. Kling  |
| 369280 | 2009 QJ49              | 27 de gener de 2007    | Mount Lemmon         | Mt. Lemmon Survey   |
| 369281 | 2009 QF51              | 27 d'agost de 2009     | Kitt Peak            | Spacewatch          |
| 369282 | 2009 QU57              | 27 d'agost de 2009     | Crni Vrh             | Crni Vrh            |
| 369283 | 2009 RT25              | 15 de setembre de 2009 | Kitt Peak            | Spacewatch          |
| 369284 | 2009 RQ26              | 13 de setembre de 2009 | ESA OGS              | ESA OGS             |
| 369285 | 2009 RA28              | 14 de setembre de 2009 | Kitt Peak            | Spacewatch          |
| 369286 | 2009 RL29              | 14 de setembre de 2009 | Kitt Peak            | Spacewatch          |
| 369287 | 2009 RV34              | 14 de setembre de 2009 | Kitt Peak            | Spacewatch          |
| 369288 | 2009 RR43              | 22 d'octubre de 2005   | Kitt Peak            | Spacewatch          |
| 369289 | 2009 RT46              | 15 de setembre de 2009 | Kitt Peak            | Spacewatch          |
| 369290 | 2009 RY55              | 15 de setembre de 2009 | Kitt Peak            | Spacewatch          |
| 369291 | 2009 RB61              | 14 de setembre de 2009 | Catalina             | CSS                 |
| 369292 | 2009 RC61              | 14 de setembre de 2009 | Catalina             | CSS                 |
| 369293 | 2009 RN71              | 15 de setembre de 2009 | Kitt Peak            | Spacewatch          |
| 369294 | 2009 RA76              | 14 de setembre de 2009 | Kitt Peak            | Spacewatch          |
| 369295 | 2009 SH18              | 21 de setembre de 2009 | Catalina             | CSS                 |
| 369296 | 2009 SU19              | 18 de setembre de 2009 | Mount Lemmon         | Mt. Lemmon Survey   |
| 369297 | 2009 SW20              | 23 de setembre de 2009 | Taunus               | S. Karge, E. Schwab |
| 369298 | 2009 SZ25              | 16 de setembre de 2009 | Kitt Peak            | Spacewatch          |
| 369299 | 2009 SR26              | 16 de setembre de 2009 | Kitt Peak            | Spacewatch          |
| 369300 | 2009 SU34              | 16 de setembre de 2009 | Kitt Peak            | Spacewatch          |

## 369301-369400
| Nom    | Designació provisional | Data de descobriment   | Lloc de descobriment | Descobridor/s              |
| ------ | ---------------------- | ---------------------- | -------------------- | -------------------------- |
| 369301 | 2009 SK37              | 16 de setembre de 2009 | Kitt Peak            | Spacewatch                 |
| 369302 | 2009 SY38              | 1 de novembre de 2000  | Kitt Peak            | Spacewatch                 |
| 369303 | 2009 SE39              | 16 de setembre de 2009 | Kitt Peak            | Spacewatch                 |
| 369304 | 2009 SM45              | 16 de setembre de 2009 | Kitt Peak            | Spacewatch                 |
| 369305 | 2009 SO45              | 16 de setembre de 2009 | Kitt Peak            | Spacewatch                 |
| 369306 | 2009 SS45              | 16 de setembre de 2009 | Kitt Peak            | Spacewatch                 |
| 369307 | 2009 SL46              | 16 de setembre de 2009 | Kitt Peak            | Spacewatch                 |
| 369308 | 2009 SQ48              | 16 de setembre de 2009 | Kitt Peak            | Spacewatch                 |
| 369309 | 2009 SZ60              | 17 de setembre de 2009 | Kitt Peak            | Spacewatch                 |
| 369310 | 2009 SB67              | 17 de setembre de 2009 | Kitt Peak            | Spacewatch                 |
| 369311 | 2009 SS75              | 17 de setembre de 2009 | Kitt Peak            | Spacewatch                 |
| 369312 | 2009 SA81              | 18 de setembre de 2009 | Mount Lemmon         | Mt. Lemmon Survey          |
| 369313 | 2009 SV92              | 18 de setembre de 2009 | Purple Mountain      | PMO NEO Survey Program     |
| 369314 | 2009 SL101             | 18 de setembre de 2009 | Catalina             | CSS                        |
| 369315 | 2009 SR102             | 23 de setembre de 2009 | Taunus               | S. Karge, R. Kling         |
| 369316 | 2009 SU103             | 6 de novembre de 2005  | Mount Lemmon         | Mt. Lemmon Survey          |
| 369317 | 2009 ST113             | 18 de setembre de 2009 | Kitt Peak            | Spacewatch                 |
| 369318 | 2009 SS118             | 18 de setembre de 2009 | Kitt Peak            | Spacewatch                 |
| 369319 | 2009 ST118             | 18 de setembre de 2009 | Kitt Peak            | Spacewatch                 |
| 369320 | 2009 SM136             | 18 de setembre de 2009 | Kitt Peak            | Spacewatch                 |
| 369321 | 2009 SH138             | 18 de setembre de 2009 | Kitt Peak            | Spacewatch                 |
| 369322 | 2009 SB140             | 19 de setembre de 2009 | Kitt Peak            | Spacewatch                 |
| 369323 | 2009 SY140             | 19 de setembre de 2009 | Kitt Peak            | Spacewatch                 |
| 369324 | 2009 SE142             | 19 de setembre de 2009 | Kitt Peak            | Spacewatch                 |
| 369325 | 2009 SW183             | 21 de setembre de 2009 | Kitt Peak            | Spacewatch                 |
| 369326 | 2009 SW201             | 22 de setembre de 2009 | Kitt Peak            | Spacewatch                 |
| 369327 | 2009 SD244             | 16 de setembre de 2009 | Kitt Peak            | Spacewatch                 |
| 369328 | 2009 SD249             | 17 de setembre de 2009 | La Sagra             | OAM                        |
| 369329 | 2009 SH253             | 23 de setembre de 2009 | Kitt Peak            | Spacewatch                 |
| 369330 | 2009 SM257             | 15 d'agost de 2009     | Catalina             | CSS                        |
| 369331 | 2009 SN257             | 23 d'octubre de 2005   | Catalina             | CSS                        |
| 369332 | 2009 SQ257             | 21 de setembre de 2009 | Catalina             | CSS                        |
| 369333 | 2009 SO258             | 30 de novembre de 2005 | Kitt Peak            | Spacewatch                 |
| 369334 | 2009 SW269             | 24 de setembre de 2009 | Kitt Peak            | Spacewatch                 |
| 369335 | 2009 SS279             | 25 de desembre de 2005 | Kitt Peak            | Spacewatch                 |
| 369336 | 2009 SN284             | 25 de setembre de 2009 | Catalina             | CSS                        |
| 369337 | 2009 SW292             | 26 de setembre de 2009 | Kitt Peak            | Spacewatch                 |
| 369338 | 2009 SJ319             | 20 de setembre de 2009 | Kitt Peak            | Spacewatch                 |
| 369339 | 2009 SD321             | 30 de juliol de 2009   | Catalina             | CSS                        |
| 369340 | 2009 SY322             | 22 de setembre de 2009 | Mount Lemmon         | Mt. Lemmon Survey          |
| 369341 | 2009 SC326             | 27 de setembre de 2009 | Mount Lemmon         | Mt. Lemmon Survey          |
| 369342 | 2009 SX331             | 20 de setembre de 2009 | Catalina             | CSS                        |
| 369343 | 2009 SN332             | 21 de setembre de 2009 | Catalina             | CSS                        |
| 369344 | 2009 SU333             | 16 de setembre de 2009 | Catalina             | CSS                        |
| 369345 | 2009 SQ334             | 25 de setembre de 2009 | Catalina             | CSS                        |
| 369346 | 2009 SO337             | 28 de setembre de 2009 | Catalina             | CSS                        |
| 369347 | 2009 SG340             | 20 de setembre de 2009 | Kitt Peak            | Spacewatch                 |
| 369348 | 2009 SJ340             | 20 de setembre de 2009 | Kitt Peak            | Spacewatch                 |
| 369349 | 2009 SV344             | 18 de setembre de 2009 | Kitt Peak            | Spacewatch                 |
| 369350 | 2009 SK350             | 23 de setembre de 2009 | Kitt Peak            | Spacewatch                 |
| 369351 | 2009 SM352             | 16 de setembre de 2009 | Mount Lemmon         | Mt. Lemmon Survey          |
| 369352 | 2009 SY352             | 16 de setembre de 2009 | Kitt Peak            | Spacewatch                 |
| 369353 | 2009 TU12              | 11 d'octubre de 2009   | Dauban               | F. Kugel                   |
| 369354 | 2009 TN26              | 14 d'octubre de 2009   | La Sagra             | OAM                        |
| 369355 | 2009 TT27              | 15 d'octubre de 2009   | La Sagra             | OAM                        |
| 369356 | 2009 TP29              | 15 d'octubre de 2009   | Mount Lemmon         | Mt. Lemmon Survey          |
| 369357 | 2009 TC35              | 14 d'octubre de 2009   | La Sagra             | OAM                        |
| 369358 | 2009 TW37              | 13 d'octubre de 2009   | La Sagra             | OAM                        |
| 369359 | 2009 UE6               | 16 d'octubre de 2009   | Mount Lemmon         | Mt. Lemmon Survey          |
| 369360 | 2009 UC9               | 16 d'octubre de 2009   | Mount Lemmon         | Mt. Lemmon Survey          |
| 369361 | 2009 UR11              | 16 d'octubre de 2009   | Mount Lemmon         | Mt. Lemmon Survey          |
| 369362 | 2009 UW20              | 22 d'octubre de 2009   | Bisei SG Center      | BATTeRS                    |
| 369363 | 2009 UC27              | 22 de setembre de 2009 | Mount Lemmon         | Mt. Lemmon Survey          |
| 369364 | 2009 UW32              | 18 d'octubre de 2009   | Mount Lemmon         | Mt. Lemmon Survey          |
| 369365 | 2009 US33              | 18 d'octubre de 2009   | Mount Lemmon         | Mt. Lemmon Survey          |
| 369366 | 2009 UU33              | 19 de setembre de 2009 | Mount Lemmon         | Mt. Lemmon Survey          |
| 369367 | 2009 UQ39              | 22 d'octubre de 2009   | Catalina             | CSS                        |
| 369368 | 2009 UU53              | 23 d'octubre de 2009   | Mount Lemmon         | Mt. Lemmon Survey          |
| 369369 | 2009 UD57              | 14 d'octubre de 2009   | Catalina             | CSS                        |
| 369370 | 2009 UP94              | 21 d'octubre de 2009   | Catalina             | CSS                        |
| 369371 | 2009 UW107             | 23 d'octubre de 2009   | Kitt Peak            | Spacewatch                 |
| 369372 | 2009 UT109             | 23 d'octubre de 2009   | Kitt Peak            | Spacewatch                 |
| 369373 | 2009 UK116             | 10 de setembre de 2004 | Socorro              | LINEAR                     |
| 369374 | 2009 UP117             | 17 de setembre de 2009 | Mount Lemmon         | Mt. Lemmon Survey          |
| 369375 | 2009 UH132             | 16 d'octubre de 2009   | Catalina             | CSS                        |
| 369376 | 2009 UB137             | 27 d'octubre de 2009   | La Sagra             | OAM                        |
| 369377 | 2009 UE139             | 27 d'octubre de 2009   | Mount Lemmon         | Mt. Lemmon Survey          |
| 369378 | 2009 UM140             | 23 d'octubre de 2009   | Mount Lemmon         | Mt. Lemmon Survey          |
| 369379 | 2009 UF143             | 18 d'octubre de 2009   | Mount Lemmon         | Mt. Lemmon Survey          |
| 369380 | 2009 UD146             | 28 d'octubre de 2009   | La Sagra             | OAM                        |
| 369381 | 2009 UX149             | 26 d'octubre de 2009   | Mount Lemmon         | Mt. Lemmon Survey          |
| 369382 | 2009 UX151             | 18 d'octubre de 2009   | Socorro              | LINEAR                     |
| 369383 | 2009 US152             | 17 d'octubre de 2009   | Catalina             | CSS                        |
| 369384 | 2009 UD154             | 26 d'octubre de 2009   | Kitt Peak            | Spacewatch                 |
| 369385 | 2009 UW154             | 23 d'octubre de 2009   | Mount Lemmon         | Mt. Lemmon Survey          |
| 369386 | 2009 VR6               | 8 de novembre de 2009  | Mount Lemmon         | Mt. Lemmon Survey          |
| 369387 | 2009 VA17              | 8 de novembre de 2009  | Mount Lemmon         | Mt. Lemmon Survey          |
| 369388 | 2009 VR33              | 10 de novembre de 2009 | Catalina             | CSS                        |
| 369389 | 2009 VS33              | 10 de novembre de 2009 | Catalina             | CSS                        |
| 369390 | 2009 VQ62              | 8 de novembre de 2009  | Kitt Peak            | Spacewatch                 |
| 369391 | 2009 VB64              | 8 de novembre de 2009  | Kitt Peak            | Spacewatch                 |
| 369392 | 2009 VJ76              | 15 de novembre de 2009 | Catalina             | CSS                        |
| 369393 | 2009 VE79              | 10 de novembre de 2009 | Catalina             | CSS                        |
| 369394 | 2009 VT82              | 8 de novembre de 2009  | Kitt Peak            | Spacewatch                 |
| 369395 | 2009 VZ82              | 9 de novembre de 2009  | Kitt Peak            | Spacewatch                 |
| 369396 | 2009 VC87              | 10 de novembre de 2009 | Kitt Peak            | Spacewatch                 |
| 369397 | 2009 VP105             | 12 de novembre de 2009 | La Sagra             | OAM                        |
| 369398 | 2009 VS112             | 15 de novembre de 2009 | Siding Spring        | Siding Spring Survey       |
| 369399 | 2009 VQ115             | 15 de novembre de 2009 | Socorro              | LINEAR                     |
| 369400 | 2009 WS7               | 18 de novembre de 2009 | Tzec Maun            | D. Chestnov, A. Novichonok |

## 369401-369500
| Nom    | Designació provisional | Data de descobriment   | Lloc de descobriment | Descobridor/s            |
| ------ | ---------------------- | ---------------------- | -------------------- | ------------------------ |
| 369401 | 2009 WL9               | 18 de novembre de 2009 | Socorro              | LINEAR                   |
| 369402 | 2009 WQ18              | 22 d'octubre de 2009   | Mount Lemmon         | Mt. Lemmon Survey        |
| 369403 | 2009 WO21              | 18 de novembre de 2009 | Kitt Peak            | Spacewatch               |
| 369404 | 2009 WY24              | 20 de novembre de 2009 | Charleston           | Charleston               |
| 369405 | 2009 WL25              | 22 de novembre de 2009 | Mount Lemmon         | Mt. Lemmon Survey        |
| 369406 | 2009 WO25              | 22 de novembre de 2009 | Catalina             | CSS                      |
| 369407 | 2009 WP43              | 17 de novembre de 2009 | Kitt Peak            | Spacewatch               |
| 369408 | 2009 WM44              | 18 de novembre de 2009 | Kitt Peak            | Spacewatch               |
| 369409 | 2009 WT46              | 10 de novembre de 2009 | Kitt Peak            | Spacewatch               |
| 369410 | 2009 WC66              | 17 de novembre de 2009 | Mount Lemmon         | Mt. Lemmon Survey        |
| 369411 | 2009 WA80              | 18 de novembre de 2009 | Kitt Peak            | Spacewatch               |
| 369412 | 2009 WM85              | 19 de novembre de 2009 | Kitt Peak            | Spacewatch               |
| 369413 | 2009 WX91              | 19 de novembre de 2009 | Mount Lemmon         | Mt. Lemmon Survey        |
| 369414 | 2009 WS98              | 21 de novembre de 2009 | Kitt Peak            | Spacewatch               |
| 369415 | 2009 WN101             | 14 de novembre de 2009 | La Sagra             | OAM                      |
| 369416 | 2009 WT102             | 22 de novembre de 2009 | Catalina             | CSS                      |
| 369417 | 2009 WO114             | 12 de març de 2007     | Mount Lemmon         | Mt. Lemmon Survey        |
| 369418 | 2009 WF127             | 25 de febrer de 2006   | Mount Lemmon         | Mt. Lemmon Survey        |
| 369419 | 2009 WY159             | 21 de novembre de 2009 | Kitt Peak            | Spacewatch               |
| 369420 | 2009 WF168             | 22 de novembre de 2009 | Kitt Peak            | Spacewatch               |
| 369421 | 2009 WT178             | 23 de novembre de 2009 | Kitt Peak            | Spacewatch               |
| 369422 | 2009 WY194             | 24 de novembre de 2009 | Purple Mountain      | PMO NEO Survey Program   |
| 369423 | 2009 WV195             | 28 de gener de 2006    | Nogales              | J.-C. Merlin             |
| 369424 | 2009 WB205             | 21 de gener de 2006    | Mount Lemmon         | Mt. Lemmon Survey        |
| 369425 | 2009 WX208             | 17 de novembre de 2009 | Kitt Peak            | Spacewatch               |
| 369426 | 2009 WW210             | 18 de novembre de 2009 | Kitt Peak            | Spacewatch               |
| 369427 | 2009 WB211             | 21 de setembre de 2009 | Mount Lemmon         | Mt. Lemmon Survey        |
| 369428 | 2009 WZ239             | 24 de setembre de 2008 | Kitt Peak            | Spacewatch               |
| 369429 | 2009 WN253             | 16 de novembre de 2009 | Mount Lemmon         | Mt. Lemmon Survey        |
| 369430 | 2009 WT256             | 24 de novembre de 2009 | Kitt Peak            | Spacewatch               |
| 369431 | 2009 WU262             | 21 de novembre de 2009 | Mount Lemmon         | Mt. Lemmon Survey        |
| 369432 | 2009 XG1               | 10 de desembre de 2009 | Mayhill              | A. Lowe                  |
| 369433 | 2009 XU11              | 25 de gener de 2006    | Kitt Peak            | Spacewatch               |
| 369434 | 2009 XB21              | 15 de desembre de 2009 | Mount Lemmon         | Mt. Lemmon Survey        |
| 369435 | 2009 YS12              | 9 de febrer de 2005    | Anderson Mesa        | LONEOS                   |
| 369436 | 2009 YM19              | 23 de novembre de 2009 | Mount Lemmon         | Mt. Lemmon Survey        |
| 369437 | 2009 YS19              | 25 de desembre de 2009 | Kitt Peak            | Spacewatch               |
| 369438 | 2010 AO1               | 5 de gener de 2010     | Kitt Peak            | Spacewatch               |
| 369439 | 2010 AB38              | 7 de gener de 2010     | Kitt Peak            | Spacewatch               |
| 369440 | 2010 AM64              | 10 de gener de 2010    | Kitt Peak            | Spacewatch               |
| 369441 | 2010 AT68              | 12 de gener de 2010    | Catalina             | CSS                      |
| 369442 | 2010 AV70              | 12 de gener de 2010    | Mount Lemmon         | Mt. Lemmon Survey        |
| 369443 | 2010 BP                | 16 de gener de 2010    | Kitt Peak            | Spacewatch               |
| 369444 | 2010 BS1               | 18 de gener de 2010    | Dauban               | F. Kugel                 |
| 369445 | 2010 BF39              | 19 de gener de 2010    | WISE                 | WISE                     |
| 369446 | 2010 BF63              | 21 de gener de 2010    | WISE                 | WISE                     |
| 369447 | 2010 CX78              | 13 de febrer de 2010   | Mount Lemmon         | Mt. Lemmon Survey        |
| 369448 | 2010 CV117             | 28 de setembre de 2008 | Mount Lemmon         | Mt. Lemmon Survey        |
| 369449 | 2010 CF148             | 11 de desembre de 2009 | Mount Lemmon         | Mt. Lemmon Survey        |
| 369450 | 2010 CA167             | 14 de febrer de 2010   | Mount Lemmon         | Mt. Lemmon Survey        |
| 369451 | 2010 CV249             | 30 d'octubre de 2008   | Catalina             | CSS                      |
| 369452 | 2010 LG14              | 4 de juny de 2010      | Kitt Peak            | Spacewatch               |
| 369453 | 2010 LV75              | 10 de juny de 2010     | WISE                 | WISE                     |
| 369454 | 2010 NZ1               | 9 de juliol de 2010    | WISE                 | WISE                     |
| 369455 | 2010 OO8               | 9 de febrer de 2005    | Anderson Mesa        | LONEOS                   |
| 369456 | 2010 OR122             | 28 de setembre de 2000 | Kitt Peak            | Spacewatch               |
| 369457 | 2010 QF3               | 2 de febrer de 2005    | Kitt Peak            | Spacewatch               |
| 369458 | 2010 RK45              | 30 de gener de 2009    | Mount Lemmon         | Mt. Lemmon Survey        |
| 369459 | 2010 RL45              | 20 de març de 1999     | Apache Point         | Sloan Digital Sky Survey |
| 369460 | 2010 RD61              | 6 de setembre de 2010  | Kitt Peak            | Spacewatch               |
| 369461 | 2010 RC68              | 5 de setembre de 2010  | La Sagra             | OAM                      |
| 369462 | 2010 RY101             | 22 de setembre de 2003 | Kitt Peak            | Spacewatch               |
| 369463 | 2010 RA112             | 11 de setembre de 2010 | Kitt Peak            | Spacewatch               |
| 369464 | 2010 RC115             | 16 de desembre de 2007 | Mount Lemmon         | Mt. Lemmon Survey        |
| 369465 | 2010 RT125             | 13 de novembre de 2007 | Mount Lemmon         | Mt. Lemmon Survey        |
| 369466 | 2010 RA142             | 9 d'octubre de 2007    | Mount Lemmon         | Mt. Lemmon Survey        |
| 369467 | 2010 RG157             | 20 de desembre de 2004 | Mount Lemmon         | Mt. Lemmon Survey        |
| 369468 | 2010 RJ176             | 5 de novembre de 2007  | Kitt Peak            | Spacewatch               |
| 369469 | 2010 SW14              | 1 de maig de 2009      | Kitt Peak            | Spacewatch               |
| 369470 | 2010 SK18              | 4 de maig de 2006      | Mount Lemmon         | Mt. Lemmon Survey        |
| 369471 | 2010 TF1               | 31 de desembre de 2007 | Kitt Peak            | Spacewatch               |
| 369472 | 2010 TH23              | 9 de febrer de 2005    | Mount Lemmon         | Mt. Lemmon Survey        |
| 369473 | 2010 TE34              | 21 de setembre de 2003 | Kitt Peak            | Spacewatch               |
| 369474 | 2010 TP34              | 9 de març de 2005      | Mount Lemmon         | Mt. Lemmon Survey        |
| 369475 | 2010 TY76              | 30 de setembre de 2010 | Vail-Jarnac          | T. Glinos                |
| 369476 | 2010 TE95              | 3 de novembre de 1999  | Kitt Peak            | Spacewatch               |
| 369477 | 2010 TK96              | 7 de desembre de 2005  | Kitt Peak            | Spacewatch               |
| 369478 | 2010 TT105             | 2 d'octubre de 1997    | Kitt Peak            | Spacewatch               |
| 369479 | 2010 TE117             | 1 de juny de 2009      | Mount Lemmon         | Mt. Lemmon Survey        |
| 369480 | 2010 TT139             | 21 d'abril de 2006     | Kitt Peak            | Spacewatch               |
| 369481 | 2010 TB152             | 2 de març de 2009      | Kitt Peak            | Spacewatch               |
| 369482 | 2010 TW170             | 5 d'octubre de 2010    | La Sagra             | OAM                      |
| 369483 | 2010 TO173             | 9 de setembre de 2010  | Les Engarouines      | L. Bernasconi            |
| 369484 | 2010 TT177             | 2 d'octubre de 2010    | La Sagra             | OAM                      |
| 369485 | 2010 UP6               | 16 d'octubre de 2010   | Mayhill-ISON         | L. Elenin, A. Novichonok |
| 369486 | 2010 UQ9               | 7 de maig de 2000      | Kitt Peak            | Spacewatch               |
| 369487 | 2010 US39              | 16 de setembre de 2010 | Mount Lemmon         | Mt. Lemmon Survey        |
| 369488 | 2010 UA55              | 11 de setembre de 2010 | Mount Lemmon         | Mt. Lemmon Survey        |
| 369489 | 2010 UM55              | 13 de gener de 2008    | Mount Lemmon         | Mt. Lemmon Survey        |
| 369490 | 2010 UR62              | 20 de març de 1999     | Apache Point         | Sloan Digital Sky Survey |
| 369491 | 2010 US70              | 21 d'octubre de 1997   | Kitt Peak            | Spacewatch               |
| 369492 | 2010 UT70              | 27 de desembre de 2003 | Socorro              | LINEAR                   |
| 369493 | 2010 UE71              | 24 de setembre de 2000 | Socorro              | LINEAR                   |
| 369494 | 2010 UQ74              | 29 d'abril de 2006     | Siding Spring        | Siding Spring Survey     |
| 369495 | 2010 UM99              | 15 d'octubre de 2007   | Mount Lemmon         | Mt. Lemmon Survey        |
| 369496 | 2010 UK101             | 17 de setembre de 1995 | Kitt Peak            | Spacewatch               |
| 369497 | 2010 UN105             | 30 de setembre de 2003 | Kitt Peak            | Spacewatch               |
| 369498 | 2010 VQ14              | 16 de setembre de 2003 | Socorro              | LINEAR                   |
| 369499 | 2010 VY16              | 3 de novembre de 2007  | Kitt Peak            | Spacewatch               |
| 369500 | 2010 VG29              | 20 de setembre de 2003 | Kitt Peak            | Spacewatch               |

## 369501-369600
| Nom    | Designació provisional | Data de descobriment   | Lloc de descobriment | Descobridor/s        |
| ------ | ---------------------- | ---------------------- | -------------------- | -------------------- |
| 369501 | 2010 VX33              | 21 de novembre de 2003 | Socorro              | LINEAR               |
| 369502 | 2010 VX36              | 18 de desembre de 2007 | Mount Lemmon         | Mt. Lemmon Survey    |
| 369503 | 2010 VO47              | 20 de novembre de 2003 | Socorro              | LINEAR               |
| 369504 | 2010 VK50              | 1 d'octubre de 2000    | Socorro              | LINEAR               |
| 369505 | 2010 VV75              | 17 d'octubre de 2006   | Catalina             | CSS                  |
| 369506 | 2010 VG91              | 13 de desembre de 2006 | Mount Lemmon         | Mt. Lemmon Survey    |
| 369507 | 2010 VJ92              | 25 de novembre de 2005 | Mount Lemmon         | Mt. Lemmon Survey    |
| 369508 | 2010 VN103             | 8 de febrer de 2008    | Kitt Peak            | Spacewatch           |
| 369509 | 2010 VJ114             | 30 de setembre de 2006 | Catalina             | CSS                  |
| 369510 | 2010 VB116             | 15 de setembre de 2006 | Kitt Peak            | Spacewatch           |
| 369511 | 2010 VD127             | 16 de gener de 2004    | Kitt Peak            | Spacewatch           |
| 369512 | 2010 VC153             | 13 de desembre de 2006 | Mount Lemmon         | Mt. Lemmon Survey    |
| 369513 | 2010 VT161             | 4 de març de 2001      | Kitt Peak            | Spacewatch           |
| 369514 | 2010 VA168             | 26 de febrer de 2008   | Mount Lemmon         | Mt. Lemmon Survey    |
| 369515 | 2010 VX173             | 19 de setembre de 2003 | Kitt Peak            | Spacewatch           |
| 369516 | 2010 VX175             | 4 d'octubre de 2003    | Kitt Peak            | Spacewatch           |
| 369517 | 2010 VM179             | 4 de març de 2005      | Mount Lemmon         | Mt. Lemmon Survey    |
| 369518 | 2010 VL210             | 19 de novembre de 2003 | Kitt Peak            | Spacewatch           |
| 369519 | 2010 VN213             | 18 de setembre de 2003 | Kitt Peak            | Spacewatch           |
| 369520 | 2010 VW216             | 23 d'agost de 2003     | Palomar              | NEAT                 |
| 369521 | 2010 VH217             | 17 d'octubre de 2003   | Kitt Peak            | Spacewatch           |
| 369522 | 2010 VW217             | 27 d'octubre de 2003   | Kitt Peak            | Spacewatch           |
| 369523 | 2010 VQ219             | 16 d'octubre de 2003   | Kitt Peak            | Spacewatch           |
| 369524 | 2010 WY21              | 19 de novembre de 2006 | Kitt Peak            | Spacewatch           |
| 369525 | 2010 WY41              | 15 d'agost de 1993     | Kitt Peak            | Spacewatch           |
| 369526 | 2010 WZ52              | 24 d'octubre de 2005   | Kitt Peak            | Spacewatch           |
| 369527 | 2010 WE62              | 27 d'agost de 2006     | Anderson Mesa        | LONEOS               |
| 369528 | 2010 WC72              | 30 de novembre de 2010 | Mount Lemmon         | Mt. Lemmon Survey    |
| 369529 | 2010 WK72              | 30 de novembre de 2010 | Mount Lemmon         | Mt. Lemmon Survey    |
| 369530 | 2010 XD2               | 31 de març de 2008     | Kitt Peak            | Spacewatch           |
| 369531 | 2010 XU13              | 19 de gener de 2005    | Kitt Peak            | Spacewatch           |
| 369532 | 2010 XV56              | 2 de març de 1995      | Kitt Peak            | Spacewatch           |
| 369533 | 2010 XO59              | 24 de desembre de 2005 | Kitt Peak            | Spacewatch           |
| 369534 | 2010 XA67              | 4 de desembre de 2010  | Mount Lemmon         | Mt. Lemmon Survey    |
| 369535 | 2010 XS72              | 27 de maig de 2008     | Mount Lemmon         | Mt. Lemmon Survey    |
| 369536 | 2010 XT80              | 2 d'abril de 2005      | Catalina             | CSS                  |
| 369537 | 2010 XO88              | 1 de febrer de 2006    | Siding Spring        | Siding Spring Survey |
| 369538 | 2011 AL2               | 20 de setembre de 2009 | Mount Lemmon         | Mt. Lemmon Survey    |
| 369539 | 2011 AP5               | 30 de gener de 2001    | Haleakala            | NEAT                 |
| 369540 | 2011 AA10              | 4 de novembre de 2005  | Mount Lemmon         | Mt. Lemmon Survey    |
| 369541 | 2011 AE12              | 11 d'agost de 2004     | Socorro              | LINEAR               |
| 369542 | 2011 AT14              | 5 de novembre de 2010  | Mount Lemmon         | Mt. Lemmon Survey    |
| 369543 | 2011 AK18              | 29 d'octubre de 2005   | Mount Lemmon         | Mt. Lemmon Survey    |
| 369544 | 2011 AG21              | 16 de maig de 2007     | Mount Lemmon         | Mt. Lemmon Survey    |
| 369545 | 2011 AK26              | 21 de febrer de 2007   | Mount Lemmon         | Mt. Lemmon Survey    |
| 369546 | 2011 AN31              | 6 de desembre de 2010  | Mount Lemmon         | Mt. Lemmon Survey    |
| 369547 | 2011 AC39              | 16 de setembre de 2009 | Kitt Peak            | Spacewatch           |
| 369548 | 2011 AO44              | 18 de setembre de 2009 | Catalina             | CSS                  |
| 369549 | 2011 AP46              | 26 de febrer de 2007   | Mount Lemmon         | Mt. Lemmon Survey    |
| 369550 | 2011 AZ47              | 16 d'agost de 2006     | Siding Spring        | Siding Spring Survey |
| 369551 | 2011 AB51              | 16 de novembre de 2006 | Kitt Peak            | Spacewatch           |
| 369552 | 2011 AS51              | 7 de setembre de 2004  | Kitt Peak            | Spacewatch           |
| 369553 | 2011 AC59              | 13 de novembre de 2002 | Needville            | J. Dellinger         |
| 369554 | 2011 AK59              | 27 de novembre de 2006 | Mount Lemmon         | Mt. Lemmon Survey    |
| 369555 | 2011 AJ60              | 30 de setembre de 2006 | Mount Lemmon         | Mt. Lemmon Survey    |
| 369556 | 2011 AV65              | 25 de desembre de 2005 | Kitt Peak            | Spacewatch           |
| 369557 | 2011 AG73              | 6 d'agost de 2002      | Palomar              | NEAT                 |
| 369558 | 2011 AO74              | 4 de febrer de 2000    | Kitt Peak            | Spacewatch           |
| 369559 | 2011 AQ74              | 6 de setembre de 2008  | Mount Lemmon         | Mt. Lemmon Survey    |
| 369560 | 2011 AK75              | 27 de gener de 2010    | WISE                 | WISE                 |
| 369561 | 2011 BF3               | 10 de novembre de 2010 | Mount Lemmon         | Mt. Lemmon Survey    |
| 369562 | 2011 BS8               | 25 de gener de 2006    | Kitt Peak            | Spacewatch           |
| 369563 | 2011 BN13              | 8 de gener de 2011     | Mount Lemmon         | Mt. Lemmon Survey    |
| 369564 | 2011 BN14              | 7 d'abril de 2006      | Siding Spring        | Siding Spring Survey |
| 369565 | 2011 BW14              | 16 d'agost de 2001     | Palomar              | NEAT                 |
| 369566 | 2011 BH19              | 13 d'agost de 2006     | Siding Spring        | Siding Spring Survey |
| 369567 | 2011 BL27              | 29 de desembre de 2005 | Mount Lemmon         | Mt. Lemmon Survey    |
| 369568 | 2011 BV30              | 8 de desembre de 2010  | Mount Lemmon         | Mt. Lemmon Survey    |
| 369569 | 2011 BB44              | 13 de març de 2007     | Mount Lemmon         | Mt. Lemmon Survey    |
| 369570 | 2011 BF67              | 10 de gener de 2007    | Mount Lemmon         | Mt. Lemmon Survey    |
| 369571 | 2011 BW68              | 6 de desembre de 2005  | Kitt Peak            | Spacewatch           |
| 369572 | 2011 BW73              | 21 de febrer de 2007   | Mount Lemmon         | Mt. Lemmon Survey    |
| 369573 | 2011 BY73              | 23 d'abril de 2007     | Mount Graham         | D. E. Trilling       |
| 369574 | 2011 BL81              | 11 de novembre de 2005 | Kitt Peak            | Spacewatch           |
| 369575 | 2011 BM86              | 25 d'octubre de 2005   | Kitt Peak            | Spacewatch           |
| 369576 | 2011 BH89              | 3 d'octubre de 1999    | Kitt Peak            | Spacewatch           |
| 369577 | 2011 BV89              | 28 de setembre de 2009 | Mount Lemmon         | Mt. Lemmon Survey    |
| 369578 | 2011 BY89              | 3 d'agost de 2004      | Siding Spring        | Siding Spring Survey |
| 369579 | 2011 BP96              | 29 de gener de 2011    | Kitt Peak            | Spacewatch           |
| 369580 | 2011 BZ97              | 17 d'octubre de 2001   | Socorro              | LINEAR               |
| 369581 | 2011 BD98              | 14 d'octubre de 2009   | Mount Lemmon         | Mt. Lemmon Survey    |
| 369582 | 2011 BY102             | 19 de febrer de 2001   | Kitt Peak            | Spacewatch           |
| 369583 | 2011 BN106             | 5 de març de 2002      | Kitt Peak            | Spacewatch           |
| 369584 | 2011 BV108             | 30 de setembre de 2003 | Kitt Peak            | Spacewatch           |
| 369585 | 2011 BD116             | 17 de setembre de 2009 | Kitt Peak            | Spacewatch           |
| 369586 | 2011 BR128             | 13 d'abril de 2008     | Mount Lemmon         | Mt. Lemmon Survey    |
| 369587 | 2011 BG132             | 26 de febrer de 2007   | Mount Lemmon         | Mt. Lemmon Survey    |
| 369588 | 2011 BS132             | 23 d'agost de 2004     | Kitt Peak            | Spacewatch           |
| 369589 | 2011 BH134             | 21 d'agost de 2004     | Siding Spring        | Siding Spring Survey |
| 369590 | 2011 BZ153             | 1 de novembre de 2005  | Kitt Peak            | Spacewatch           |
| 369591 | 2011 BA161             | 7 de febrer de 2002    | Kitt Peak            | Spacewatch           |
| 369592 | 2011 CK4               | 2 de setembre de 2008  | Kitt Peak            | Spacewatch           |
| 369593 | 2011 CZ8               | 24 de novembre de 2002 | Palomar              | NEAT                 |
| 369594 | 2011 CK14              | 9 de setembre de 2008  | Mount Lemmon         | Mt. Lemmon Survey    |
| 369595 | 2011 CT17              | 18 de setembre de 2003 | Kitt Peak            | Spacewatch           |
| 369596 | 2011 CA24              | 10 de desembre de 2010 | Mount Lemmon         | Mt. Lemmon Survey    |
| 369597 | 2011 CQ28              | 25 de febrer de 2007   | Mount Lemmon         | Mt. Lemmon Survey    |
| 369598 | 2011 CF31              | 30 de gener de 2003    | Kitt Peak            | Spacewatch           |
| 369599 | 2011 CW34              | 8 d'agost de 2004      | Socorro              | LINEAR               |
| 369600 | 2011 CC35              | 6 de febrer de 2002    | Socorro              | LINEAR               |

## 369601-369700
| Nom    | Designació provisional | Data de descobriment   | Lloc de descobriment | Descobridor/s             |
| ------ | ---------------------- | ---------------------- | -------------------- | ------------------------- |
| 369601 | 2011 CM43              | 14 de gener de 2011    | Kitt Peak            | Spacewatch                |
| 369602 | 2011 CE46              | 6 de setembre de 2008  | Kitt Peak            | Spacewatch                |
| 369603 | 2011 CP46              | 18 de gener de 2006    | Catalina             | CSS                       |
| 369604 | 2011 CZ50              | 11 de desembre de 2004 | Kitt Peak            | Spacewatch                |
| 369605 | 2011 CL51              | 5 de febrer de 2000    | Kitt Peak            | Spacewatch                |
| 369606 | 2011 CN54              | 26 de març de 2007     | Mount Lemmon         | Mt. Lemmon Survey         |
| 369607 | 2011 CT56              | 30 de gener de 2011    | Haleakala            | Pan-STARRS 1              |
| 369608 | 2011 CB62              | 12 de setembre de 2004 | Kitt Peak            | Spacewatch                |
| 369609 | 2011 CW63              | 5 de juliol de 2005    | Kitt Peak            | Spacewatch                |
| 369610 | 2011 CH68              | 10 de setembre de 2004 | Goodricke-Pigott     | R. A. Tucker              |
| 369611 | 2011 CW68              | 6 de setembre de 2004  | Siding Spring        | Siding Spring Survey      |
| 369612 | 2011 CK70              | 25 d'octubre de 2005   | Catalina             | CSS                       |
| 369613 | 2011 CJ73              | 4 de febrer de 2005    | Anderson Mesa        | LONEOS                    |
| 369614 | 2011 CN85              | 5 de setembre de 2008  | Kitt Peak            | Spacewatch                |
| 369615 | 2011 CW86              | 24 de desembre de 2005 | Kitt Peak            | Spacewatch                |
| 369616 | 2011 CZ87              | 22 de febrer de 2002   | Palomar              | NEAT                      |
| 369617 | 2011 CH93              | 20 de setembre de 2003 | Palomar              | NEAT                      |
| 369618 | 2011 CM104             | 18 d'octubre de 2003   | Palomar              | NEAT                      |
| 369619 | 2011 CD116             | 24 de febrer de 2006   | Kitt Peak            | Spacewatch                |
| 369620 | 2011 DT2               | 22 d'octubre de 2003   | Apache Point         | Sloan Digital Sky Survey  |
| 369621 | 2011 DB5               | 20 de novembre de 2004 | Kitt Peak            | Spacewatch                |
| 369622 | 2011 DO5               | 6 de gener de 2006     | Kitt Peak            | Spacewatch                |
| 369623 | 2011 DY5               | 30 d'agost de 2008     | Pises                | C. Demeautis, J.-M. Lopez |
| 369624 | 2011 DH11              | 9 de febrer de 2010    | WISE                 | WISE                      |
| 369625 | 2011 DN17              | 23 d'agost de 2003     | Cerro Tololo         | M. W. Buie                |
| 369626 | 2011 DO18              | 16 d'octubre de 2009   | Socorro              | LINEAR                    |
| 369627 | 2011 DQ18              | 11 de març de 2005     | Mount Lemmon         | Mt. Lemmon Survey         |
| 369628 | 2011 DP22              | 4 de setembre de 2008  | Kitt Peak            | Spacewatch                |
| 369629 | 2011 DD23              | 7 de setembre de 2008  | Mount Lemmon         | Mt. Lemmon Survey         |
| 369630 | 2011 DO24              | 18 de setembre de 2003 | Palomar              | NEAT                      |
| 369631 | 2011 DV37              | 21 d'agost de 2008     | Kitt Peak            | Spacewatch                |
| 369632 | 2011 ED                | 17 de setembre de 2009 | Catalina             | CSS                       |
| 369633 | 2011 EG9               | 22 de febrer de 2006   | Catalina             | CSS                       |
| 369634 | 2011 EG12              | 16 de febrer de 2010   | WISE                 | WISE                      |
| 369635 | 2011 EH12              | 5 de març de 2006      | Anderson Mesa        | LONEOS                    |
| 369636 | 2011 EA19              | 22 de setembre de 2003 | Anderson Mesa        | LONEOS                    |
| 369637 | 2011 EW20              | 20 de desembre de 2004 | Mount Lemmon         | Mt. Lemmon Survey         |
| 369638 | 2011 EM24              | 6 d'agost de 2008      | Siding Spring        | Siding Spring Survey      |
| 369639 | 2011 ED45              | 11 de setembre de 2004 | Kitt Peak            | Spacewatch                |
| 369640 | 2011 EZ54              | 27 de novembre de 2009 | Mount Lemmon         | Mt. Lemmon Survey         |
| 369641 | 2011 EY65              | 2 de març de 2006      | Kitt Peak            | Spacewatch                |
| 369642 | 2011 ER66              | 14 de febrer de 2005   | Kitt Peak            | Spacewatch                |
| 369643 | 2011 EX77              | 23 de gener de 2006    | Catalina             | CSS                       |
| 369644 | 2011 EB78              | 17 de desembre de 2003 | Socorro              | LINEAR                    |
| 369645 | 2011 ES78              | 9 d'abril de 2006      | Kitt Peak            | Spacewatch                |
| 369646 | 2011 EN81              | 30 de novembre de 2003 | Kitt Peak            | Spacewatch                |
| 369647 | 2011 EU81              | 19 d'abril de 2007     | Kitt Peak            | Spacewatch                |
| 369648 | 2011 FQ1               | 5 d'abril de 2000      | Kitt Peak            | Spacewatch                |
| 369649 | 2011 FA20              | 2 de gener de 2006     | Catalina             | CSS                       |
| 369650 | 2011 FB23              | 16 d'agost de 2009     | Kitt Peak            | Spacewatch                |
| 369651 | 2011 FT24              | 8 d'octubre de 2008    | Kitt Peak            | Spacewatch                |
| 369652 | 2011 FW38              | 18 de desembre de 2004 | Mount Lemmon         | Mt. Lemmon Survey         |
| 369653 | 2011 FE44              | 2 d'abril de 2000      | Kitt Peak            | Spacewatch                |
| 369654 | 2011 FU75              | 29 de setembre de 2008 | Mount Lemmon         | Mt. Lemmon Survey         |
| 369655 | 2011 FK106             | 3 d'octubre de 2003    | Kitt Peak            | Spacewatch                |
| 369656 | 2011 FU109             | 2 de desembre de 2004  | Kitt Peak            | Spacewatch                |
| 369657 | 2011 FF120             | 5 de març de 2006      | Kitt Peak            | Spacewatch                |
| 369658 | 2011 FG130             | 3 d'octubre de 2003    | Kitt Peak            | Spacewatch                |
| 369659 | 2011 FA131             | 9 de novembre de 1999  | Socorro              | LINEAR                    |
| 369660 | 2011 FQ149             | 28 de setembre de 2003 | Kitt Peak            | Spacewatch                |
| 369661 | 2011 FP155             | 20 d'octubre de 2003   | Kitt Peak            | Spacewatch                |
| 369662 | 2011 GA59              | 5 d'abril de 2000      | Socorro              | LINEAR                    |
| 369663 | 2011 GS72              | 30 d'octubre de 2002   | Apache Point         | Sloan Digital Sky Survey  |
| 369664 | 2011 GL77              | 4 de setembre de 2008  | Kitt Peak            | Spacewatch                |
| 369665 | 2011 HF14              | 9 d'octubre de 1999    | Socorro              | LINEAR                    |
| 369666 | 2011 HY17              | 17 de març de 2005     | Kitt Peak            | Spacewatch                |
| 369667 | 2011 HM29              | 1 de novembre de 2005  | Mount Lemmon         | Mt. Lemmon Survey         |
| 369668 | 2011 HU102             | 14 de setembre de 2002 | Palomar              | NEAT                      |
| 369669 | 2011 JG3               | 28 de setembre de 2003 | Kitt Peak            | Spacewatch                |
| 369670 | 2011 KR20              | 22 d'abril de 2007     | Mount Lemmon         | Mt. Lemmon Survey         |
| 369671 | 2011 KP31              | 5 de novembre de 2002  | Kitt Peak            | Spacewatch                |
| 369672 | 2011 SS89              | 20 de setembre de 2001 | Socorro              | LINEAR                    |
| 369673 | 2011 ST254             | 19 d'abril de 2007     | Lulin                | Lulin                     |
| 369674 | 2011 UZ181             | 19 de març de 2010     | Kitt Peak            | Spacewatch                |
| 369675 | 2011 UY278             | 6 d'octubre de 2000    | Anderson Mesa        | LONEOS                    |
| 369676 | 2011 VO12              | 12 de juliol de 2001   | Palomar              | NEAT                      |
| 369677 | 2011 WQ5               | 4 de febrer de 2003    | La Silla             | C. Barbieri               |
| 369678 | 2011 WB16              | 28 de desembre de 2003 | Anderson Mesa        | LONEOS                    |
| 369679 | 2011 YU6               | 20 d'abril de 2009     | Mount Lemmon         | Mt. Lemmon Survey         |
| 369680 | 2011 YX63              | 3 de setembre de 2005  | Palomar              | NEAT                      |
| 369681 | 2011 YK75              | 18 de setembre de 2002 | Anderson Mesa        | LONEOS                    |
| 369682 | 2012 AM2               | 26 de març de 2006     | Kitt Peak            | Spacewatch                |
| 369683 | 2012 AX17              | 7 de gener de 2005     | Catalina             | CSS                       |
| 369684 | 2012 BJ1               | 29 de gener de 2004    | Socorro              | LINEAR                    |
| 369685 | 2012 BU18              | 21 de febrer de 2002   | Kitt Peak            | Spacewatch                |
| 369686 | 2012 BL28              | 14 d'octubre de 1999   | Socorro              | LINEAR                    |
| 369687 | 2012 BD52              | 13 de juny de 2005     | Mount Lemmon         | Mt. Lemmon Survey         |
| 369688 | 2012 BZ72              | 2 de febrer de 2005    | Kitt Peak            | Spacewatch                |
| 369689 | 2012 BC75              | 17 de maig de 2009     | Mount Lemmon         | Mt. Lemmon Survey         |
| 369690 | 2012 BL96              | 31 d'octubre de 2005   | Catalina             | CSS                       |
| 369691 | 2012 BJ101             | 13 de febrer de 2002   | Apache Point         | Sloan Digital Sky Survey  |
| 369692 | 2012 BE106             | 24 de maig de 2006     | Palomar              | NEAT                      |
| 369693 | 2012 BA122             | 2 de febrer de 2005    | Kitt Peak            | Spacewatch                |
| 369694 | 2012 BK129             | 25 de juliol de 2006   | Palomar              | NEAT                      |
| 369695 | 2012 BT133             | 8 de maig de 1997      | Kitt Peak            | Spacewatch                |
| 369696 | 2012 CO15              | 30 de desembre de 2007 | Kitt Peak            | Spacewatch                |
| 369697 | 2012 CV26              | 15 d'abril de 2005     | Kitt Peak            | Spacewatch                |
| 369698 | 2012 CH43              | 6 de març de 2008      | Mount Lemmon         | Mt. Lemmon Survey         |
| 369699 | 2012 CU47              | 29 d'octubre de 2003   | Kitt Peak            | Spacewatch                |
| 369700 | 2012 CC51              | 17 de setembre de 2010 | Mount Lemmon         | Mt. Lemmon Survey         |

## 369701-369800
| Nom    | Designació provisional | Data de descobriment   | Lloc de descobriment | Descobridor/s            |
| ------ | ---------------------- | ---------------------- | -------------------- | ------------------------ |
| 369701 | 2012 DH3               | 2 de febrer de 2005    | Kitt Peak            | Spacewatch               |
| 369702 | 2012 DK9               | 4 de setembre de 2010  | Mount Lemmon         | Mt. Lemmon Survey        |
| 369703 | 2012 DL16              | 2 de novembre de 2007  | Mount Lemmon         | Mt. Lemmon Survey        |
| 369704 | 2012 DM19              | 27 d'agost de 2009     | Kitt Peak            | Spacewatch               |
| 369705 | 2012 DN26              | 30 de juliol de 2000   | Cerro Tololo         | M. W. Buie               |
| 369706 | 2012 DA27              | 20 de setembre de 2003 | Palomar              | NEAT                     |
| 369707 | 2012 DB27              | 13 de març de 1996     | Kitt Peak            | Spacewatch               |
| 369708 | 2012 DP27              | 9 de febrer de 2007    | Kitt Peak            | Spacewatch               |
| 369709 | 2012 DT36              | 27 d'octubre de 2005   | Kitt Peak            | Spacewatch               |
| 369710 | 2012 DL37              | 14 de desembre de 2007 | Mount Lemmon         | Mt. Lemmon Survey        |
| 369711 | 2012 DR37              | 28 d'abril de 2003     | Anderson Mesa        | LONEOS                   |
| 369712 | 2012 DR40              | 12 de maig de 2005     | Catalina             | CSS                      |
| 369713 | 2012 DB50              | 4 de setembre de 2008  | Kitt Peak            | Spacewatch               |
| 369714 | 2012 DF50              | 25 d'abril de 2008     | Kitt Peak            | Spacewatch               |
| 369715 | 2012 DW52              | 3 de març de 2005      | Catalina             | CSS                      |
| 369716 | 2012 DC58              | 18 d'abril de 2002     | Kitt Peak            | Spacewatch               |
| 369717 | 2012 DE60              | 7 de febrer de 2008    | Kitt Peak            | Spacewatch               |
| 369718 | 2012 DT69              | 31 d'agost de 2003     | Kitt Peak            | Spacewatch               |
| 369719 | 2012 DE74              | 16 de febrer de 2001   | Anderson Mesa        | LONEOS                   |
| 369720 | 2012 DG74              | 2 de març de 2008      | Kitt Peak            | Spacewatch               |
| 369721 | 2012 DC78              | 6 de novembre de 2010  | Mount Lemmon         | Mt. Lemmon Survey        |
| 369722 | 2012 DY78              | 18 de març de 2004     | Siding Spring        | Siding Spring Survey     |
| 369723 | 2012 DB79              | 22 de febrer de 2012   | Catalina             | CSS                      |
| 369724 | 2012 DN79              | 1 de febrer de 2005    | Kitt Peak            | Spacewatch               |
| 369725 | 2012 DH81              | 15 d'octubre de 2004   | Mount Lemmon         | Mt. Lemmon Survey        |
| 369726 | 2012 DL82              | 27 de gener de 2007    | Mount Lemmon         | Mt. Lemmon Survey        |
| 369727 | 2012 DQ86              | 15 de febrer de 2007   | Catalina             | CSS                      |
| 369728 | 2012 DA87              | 13 d'octubre de 2010   | Mount Lemmon         | Mt. Lemmon Survey        |
| 369729 | 2012 DL89              | 30 de gener de 2008    | Kitt Peak            | Spacewatch               |
| 369730 | 2012 DC93              | 13 d'octubre de 2006   | Kitt Peak            | Spacewatch               |
| 369731 | 2012 DM98              | 20 de març de 1999     | Apache Point         | Sloan Digital Sky Survey |
| 369732 | 2012 EZ2               | 7 de febrer de 1997    | Kitt Peak            | Spacewatch               |
| 369733 | 2012 EK11              | 15 d'abril de 2007     | Catalina             | CSS                      |
| 369734 | 2012 EP11              | 5 de gener de 2006     | Kitt Peak            | Spacewatch               |
| 369735 | 2012 EX12              | 24 de febrer de 2008   | Mount Lemmon         | Mt. Lemmon Survey        |
| 369736 | 2012 FS1               | 19 de gener de 2001    | Socorro              | LINEAR                   |
| 369737 | 2012 FD5               | 1 de novembre de 2006  | Mount Lemmon         | Mt. Lemmon Survey        |
| 369738 | 2012 FR5               | 26 de setembre de 1995 | Kitt Peak            | Spacewatch               |
| 369739 | 2012 FT6               | 3 de novembre de 2007  | Kitt Peak            | Spacewatch               |
| 369740 | 2012 FZ10              | 9 de febrer de 2005    | Kitt Peak            | Spacewatch               |
| 369741 | 2012 FY14              | 31 d'agost de 2005     | Kitt Peak            | Spacewatch               |
| 369742 | 2012 FZ26              | 18 de novembre de 2003 | Kitt Peak            | Spacewatch               |
| 369743 | 2012 FZ28              | 3 de desembre de 2002  | Palomar              | NEAT                     |
| 369744 | 2012 FS29              | 4 de març de 2005      | Mount Lemmon         | Mt. Lemmon Survey        |
| 369745 | 2012 FB30              | 28 d'agost de 2005     | Kitt Peak            | Spacewatch               |
| 369746 | 2012 FP33              | 3 d'octubre de 2003    | Kitt Peak            | Spacewatch               |
| 369747 | 2012 FX34              | 30 de setembre de 2003 | Kitt Peak            | Spacewatch               |
| 369748 | 2012 FU40              | 31 d'agost de 2005     | Kitt Peak            | Spacewatch               |
| 369749 | 2012 FT41              | 10 de juliol de 2005   | Siding Spring        | Siding Spring Survey     |
| 369750 | 2012 FA53              | 13 de març de 2002     | Kitt Peak            | Spacewatch               |
| 369751 | 2012 FS58              | 15 de desembre de 2006 | Kitt Peak            | Spacewatch               |
| 369752 | 2012 FE63              | 15 de setembre de 2009 | Mount Lemmon         | Mt. Lemmon Survey        |
| 369753 | 2012 FU63              | 21 de març de 2001     | Kitt Peak            | Spacewatch               |
| 369754 | 2012 FJ70              | 18 de novembre de 2009 | Kitt Peak            | Spacewatch               |
| 369755 | 2012 FQ70              | 22 de desembre de 2003 | Kitt Peak            | Spacewatch               |
| 369756 | 2012 FG72              | 9 de maig de 2008      | Siding Spring        | Siding Spring Survey     |
| 369757 | 2012 FP72              | 23 de novembre de 2006 | Kitt Peak            | Spacewatch               |
| 369758 | 2012 FT74              | 16 d'abril de 2004     | Siding Spring        | Siding Spring Survey     |
| 369759 | 2012 FW74              | 10 de juny de 2007     | Siding Spring        | Siding Spring Survey     |
| 369760 | 2012 FX74              | 25 de setembre de 2000 | Kitt Peak            | Spacewatch               |
| 369761 | 2012 FJ76              | 30 de gener de 2011    | Mount Lemmon         | Mt. Lemmon Survey        |
| 369762 | 2012 FR76              | 9 de març de 2005      | Mount Lemmon         | Mt. Lemmon Survey        |
| 369763 | 2012 FG77              | 15 de març de 2002     | Palomar              | NEAT                     |
| 369764 | 2012 FK77              | 17 de gener de 1998    | Caussols             | ODAS                     |
| 369765 | 2012 FL78              | 15 de març de 2001     | Kitt Peak            | Spacewatch               |
| 369766 | 2012 GZ                | 9 de febrer de 2003    | Palomar              | NEAT                     |
| 369767 | 2012 GK4               | 23 de novembre de 2003 | Kitt Peak            | Spacewatch               |
| 369768 | 2012 GA8               | 26 d'abril de 2003     | Kitt Peak            | Spacewatch               |
| 369769 | 2012 GF11              | 10 de març de 2005     | Mount Lemmon         | Mt. Lemmon Survey        |
| 369770 | 2012 GS12              | 16 d'abril de 2007     | Catalina             | CSS                      |
| 369771 | 2012 GR13              | 9 de febrer de 2003    | Palomar              | NEAT                     |
| 369772 | 2012 GD21              | 4 d'abril de 2008      | Mount Lemmon         | Mt. Lemmon Survey        |
| 369773 | 2012 GM21              | 27 de febrer de 2006   | Kitt Peak            | Spacewatch               |
| 369774 | 2012 GA23              | 16 de desembre de 2006 | Mount Lemmon         | Mt. Lemmon Survey        |
| 369775 | 2012 GG23              | 21 d'abril de 2004     | Socorro              | LINEAR                   |
| 369776 | 2012 GH23              | 6 de maig de 2008      | Siding Spring        | Siding Spring Survey     |
| 369777 | 2012 GK23              | 24 d'agost de 2008     | Kitt Peak            | Spacewatch               |
| 369778 | 2012 GS26              | 27 d'octubre de 2005   | Mount Lemmon         | Mt. Lemmon Survey        |
| 369779 | 2012 GU26              | 30 d'octubre de 2005   | Kitt Peak            | Spacewatch               |
| 369780 | 2012 GP28              | 23 de gener de 2006    | Kitt Peak            | Spacewatch               |
| 369781 | 2012 GO29              | 18 d'abril de 2007     | Mount Lemmon         | Mt. Lemmon Survey        |
| 369782 | 2012 GX29              | 8 de març de 2005      | Mount Lemmon         | Mt. Lemmon Survey        |
| 369783 | 2012 GJ30              | 26 d'octubre de 2003   | Kitt Peak            | Spacewatch               |
| 369784 | 2012 GJ31              | 15 de març de 2008     | Mount Lemmon         | Mt. Lemmon Survey        |
| 369785 | 2012 GK32              | 30 d'abril de 2004     | Kitt Peak            | Spacewatch               |
| 369786 | 2012 GV34              | 11 de maig de 2007     | Mount Lemmon         | Mt. Lemmon Survey        |
| 369787 | 2012 GJ38              | 5 de gener de 2010     | Kitt Peak            | Spacewatch               |
| 369788 | 2012 HZ8               | 27 de setembre de 2009 | Mount Lemmon         | Mt. Lemmon Survey        |
| 369789 | 2012 HT11              | 27 de setembre de 2009 | Mount Lemmon         | Mt. Lemmon Survey        |
| 369790 | 2012 HA13              | 27 de setembre de 2003 | Apache Point         | Sloan Digital Sky Survey |
| 369791 | 2012 HW17              | 24 de febrer de 2006   | Kitt Peak            | Spacewatch               |
| 369792 | 2012 HB18              | 12 de febrer de 2011   | Mount Lemmon         | Mt. Lemmon Survey        |
| 369793 | 2012 HL18              | 27 de juny de 1998     | Kitt Peak            | Spacewatch               |
| 369794 | 2012 HH21              | 17 de febrer de 2007   | Catalina             | CSS                      |
| 369795 | 2012 HX23              | 20 de febrer de 2006   | Kitt Peak            | Spacewatch               |
| 369796 | 2012 HT26              | 11 de juny de 1996     | Kitt Peak            | Spacewatch               |
| 369797 | 2012 HV26              | 18 d'octubre de 1995   | Kitt Peak            | Spacewatch               |
| 369798 | 2012 HX26              | 13 de setembre de 2005 | Kitt Peak            | Spacewatch               |
| 369799 | 2012 HK27              | 5 de juliol de 2005    | Kitt Peak            | Spacewatch               |
| 369800 | 2012 HS28              | 19 de novembre de 2008 | Dauban               | F. Kugel                 |

## 369801-369900
| Nom    | Designació provisional | Data de descobriment   | Lloc de descobriment | Descobridor/s        |
| ------ | ---------------------- | ---------------------- | -------------------- | -------------------- |
| 369801 | 2012 HU31              | 6 de setembre de 2008  | Mount Lemmon         | Mt. Lemmon Survey    |
| 369802 | 2012 HA33              | 2 de febrer de 2006    | Kitt Peak            | Spacewatch           |
| 369803 | 2012 HZ39              | 9 de març de 1995      | Kitt Peak            | Spacewatch           |
| 369804 | 2012 HR40              | 1 d'octubre de 2005    | Kitt Peak            | Spacewatch           |
| 369805 | 2012 HJ41              | 3 de setembre de 2008  | Kitt Peak            | Spacewatch           |
| 369806 | 2012 HU41              | 24 d'agost de 2008     | Kitt Peak            | Spacewatch           |
| 369807 | 2012 HR42              | 28 d'agost de 2000     | Cerro Tololo         | M. W. Buie           |
| 369808 | 2012 HY44              | 22 de setembre de 2003 | Kitt Peak            | Spacewatch           |
| 369809 | 2012 HE47              | 17 de febrer de 2007   | Kitt Peak            | Spacewatch           |
| 369810 | 2012 HR47              | 13 de juny de 2004     | Kitt Peak            | Spacewatch           |
| 369811 | 2012 HH52              | 16 de setembre de 2009 | Kitt Peak            | Spacewatch           |
| 369812 | 2012 HJ53              | 9 d'agost de 2004      | Socorro              | LINEAR               |
| 369813 | 2012 HK53              | 29 d'octubre de 2003   | Kitt Peak            | Spacewatch           |
| 369814 | 2012 HT53              | 16 d'abril de 2001     | Kitt Peak            | Spacewatch           |
| 369815 | 2012 HD55              | 12 de febrer de 2004   | Kitt Peak            | Spacewatch           |
| 369816 | 2012 HP55              | 10 de gener de 2007    | Kitt Peak            | Spacewatch           |
| 369817 | 2012 HZ59              | 28 de març de 2003     | Kitt Peak            | Spacewatch           |
| 369818 | 2012 HB60              | 19 de setembre de 2003 | Kitt Peak            | Spacewatch           |
| 369819 | 2012 HD60              | 30 de gener de 2011    | Haleakala            | Pan-STARRS 1         |
| 369820 | 2012 HP63              | 25 d'abril de 1995     | Kitt Peak            | Spacewatch           |
| 369821 | 2012 HJ64              | 28 d'agost de 2005     | Kitt Peak            | Spacewatch           |
| 369822 | 2012 HY65              | 23 d'octubre de 2009   | Mount Lemmon         | Mt. Lemmon Survey    |
| 369823 | 2012 HL66              | 10 de gener de 2011    | Mount Lemmon         | Mt. Lemmon Survey    |
| 369824 | 2012 HP70              | 4 de setembre de 2008  | Kitt Peak            | Spacewatch           |
| 369825 | 2012 HN71              | 22 de setembre de 2008 | Mount Lemmon         | Mt. Lemmon Survey    |
| 369826 | 2012 HZ73              | 30 de setembre de 2005 | Mount Lemmon         | Mt. Lemmon Survey    |
| 369827 | 2012 HV79              | 28 de gener de 1995    | Kitt Peak            | Spacewatch           |
| 369828 | 2012 HM81              | 29 d'octubre de 2005   | Mount Lemmon         | Mt. Lemmon Survey    |
| 369829 | 2012 HL84              | 18 de setembre de 2009 | Siding Spring        | Siding Spring Survey |
| 369830 | 2012 JS                | 17 d'agost de 2009     | Catalina             | CSS                  |
| 369831 | 2012 JC4               | 3 d'abril de 2000      | Kitt Peak            | Spacewatch           |
| 369832 | 2012 JA6               | 1 d'octubre de 2008    | Mount Lemmon         | Mt. Lemmon Survey    |
| 369833 | 2012 JB8               | 18 de juny de 2005     | Mount Lemmon         | Mt. Lemmon Survey    |
| 369834 | 2012 JV10              | 28 de gener de 2011    | Mount Lemmon         | Mt. Lemmon Survey    |
| 369835 | 2012 JW13              | 11 de maig de 2007     | Mount Lemmon         | Mt. Lemmon Survey    |
| 369836 | 2012 JH15              | 12 de febrer de 2002   | Kitt Peak            | Spacewatch           |
| 369837 | 2012 JR16              | 26 d'octubre de 2005   | Kitt Peak            | Spacewatch           |
| 369838 | 2012 JD17              | 13 de desembre de 2006 | Kitt Peak            | Spacewatch           |
| 369839 | 2012 JP19              | 17 d'octubre de 1995   | Kitt Peak            | Spacewatch           |
| 369840 | 2012 JU22              | 17 de maig de 2007     | Catalina             | CSS                  |
| 369841 | 2012 JD26              | 7 de maig de 2002      | Palomar              | NEAT                 |
| 369842 | 2012 JY29              | 21 de setembre de 2003 | Kitt Peak            | Spacewatch           |
| 369843 | 2012 JH34              | 31 de gener de 2006    | Kitt Peak            | Spacewatch           |
| 369844 | 2012 JO38              | 1 d'abril de 2005      | Kitt Peak            | Spacewatch           |
| 369845 | 2012 JV38              | 8 de febrer de 2002    | Kitt Peak            | M. W. Buie           |
| 369846 | 2012 JJ41              | 28 de maig de 2008     | Mount Lemmon         | Mt. Lemmon Survey    |
| 369847 | 2012 JR45              | 4 de maig de 2006      | Mount Lemmon         | Mt. Lemmon Survey    |
| 369848 | 2012 JV45              | 8 de novembre de 2009  | Mount Lemmon         | Mt. Lemmon Survey    |
| 369849 | 2012 JP48              | 24 de març de 2003     | Kitt Peak            | Spacewatch           |
| 369850 | 2012 JG49              | 24 d'octubre de 2005   | Kitt Peak            | Spacewatch           |
| 369851 | 2012 JD50              | 28 de setembre de 2009 | Mount Lemmon         | Mt. Lemmon Survey    |
| 369852 | 2012 JA51              | 30 d'agost de 2005     | Kitt Peak            | Spacewatch           |
| 369853 | 2012 JY52              | 25 d'octubre de 2009   | Kitt Peak            | Spacewatch           |
| 369854 | 2012 JO58              | 15 de setembre de 2009 | Kitt Peak            | Spacewatch           |
| 369855 | 2012 JD60              | 20 de març de 2007     | Kitt Peak            | Spacewatch           |
| 369856 | 2012 JV61              | 19 de setembre de 2003 | Kitt Peak            | Spacewatch           |
| 369857 | 2012 JE63              | 18 de setembre de 1995 | Kitt Peak            | Spacewatch           |
| 369858 | 2012 JJ63              | 7 de febrer de 2006    | Mount Lemmon         | Mt. Lemmon Survey    |
| 369859 | 2012 JT64              | 26 de març de 2007     | Mount Lemmon         | Mt. Lemmon Survey    |
| 369860 | 2012 JE65              | 8 d'octubre de 2008    | Mount Lemmon         | Mt. Lemmon Survey    |
| 369861 | 2012 KN6               | 14 d'octubre de 1998   | Kitt Peak            | Spacewatch           |
| 369862 | 2012 KH10              | 29 de setembre de 2008 | Mount Lemmon         | Mt. Lemmon Survey    |
| 369863 | 2012 KK15              | 8 d'octubre de 2004    | Kitt Peak            | Spacewatch           |
| 369864 | 2012 KK17              | 24 d'octubre de 2005   | Mauna Kea            | A. Boattini          |
| 369865 | 2012 KL17              | 5 de març de 2006      | Anderson Mesa        | LONEOS               |
| 369866 | 2012 KA20              | 1 d'abril de 2008      | Kitt Peak            | Spacewatch           |
| 369867 | 2012 KK21              | 16 de novembre de 2009 | Mount Lemmon         | Mt. Lemmon Survey    |
| 369868 | 2012 KM25              | 23 de febrer de 2007   | Kitt Peak            | Spacewatch           |
| 369869 | 2012 KR27              | 1 d'octubre de 1995    | Kitt Peak            | Spacewatch           |
| 369870 | 2012 KV29              | 21 de setembre de 2003 | Kitt Peak            | Spacewatch           |
| 369871 | 2012 KV30              | 15 d'agost de 2002     | Kitt Peak            | Spacewatch           |
| 369872 | 2012 KA41              | 30 de juliol de 2005   | Palomar              | NEAT                 |
| 369873 | 2012 KC44              | 15 de març de 2007     | Mount Lemmon         | Mt. Lemmon Survey    |
| 369874 | 2012 KN45              | 23 d'agost de 2008     | Kitt Peak            | Spacewatch           |
| 369875 | 2012 KV48              | 9 de febrer de 2002    | Kitt Peak            | Spacewatch           |
| 369876 | 2012 KG50              | 17 de gener de 2005    | Kitt Peak            | Spacewatch           |
| 369877 | 2012 LK4               | 27 de febrer de 2008   | Kitt Peak            | Spacewatch           |
| 369878 | 2012 LB7               | 25 de febrer de 2006   | Mount Lemmon         | Mt. Lemmon Survey    |
| 369879 | 2012 LR10              | 3 de setembre de 2005  | Palomar              | NEAT                 |
| 369880 | 2012 LO26              | 17 de gener de 2007    | Kitt Peak            | Spacewatch           |
| 369881 | 2012 MF6               | 15 de novembre de 2003 | Kitt Peak            | Spacewatch           |
| 369882 | 2012 MH8               | 21 de desembre de 2008 | Catalina             | CSS                  |
| 369883 | 2012 QR18              | 24 de gener de 2007    | Mount Lemmon         | Mt. Lemmon Survey    |
| 369884 | 2012 QC23              | 11 d'octubre de 1999   | Socorro              | LINEAR               |
| 369885 | 2012 QM28              | 25 de febrer de 2006   | Mount Lemmon         | Mt. Lemmon Survey    |
| 369886 | 2012 RM6               | 28 de febrer de 2005   | Catalina             | CSS                  |
| 369887 | 2012 RZ19              | 3 d'octubre de 1999    | Socorro              | LINEAR               |
| 369888 | 2012 RV27              | 26 de març de 2007     | Mount Lemmon         | Mt. Lemmon Survey    |
| 369889 | 2012 RT31              | 19 d'agost de 2002     | Palomar              | NEAT                 |
| 369890 | 2012 TN27              | 8 de febrer de 2002    | Palomar              | NEAT                 |
| 369891 | 2012 TY31              | 27 de març de 2004     | Socorro              | LINEAR               |
| 369892 | 2012 TT66              | 16 de desembre de 2007 | Mount Lemmon         | Mt. Lemmon Survey    |
| 369893 | 2012 TW72              | 30 d'agost de 2002     | Palomar              | NEAT                 |
| 369894 | 2012 TM120             | 28 d'octubre de 2005   | Mount Lemmon         | Mt. Lemmon Survey    |
| 369895 | 2012 TT133             | 4 de febrer de 2006    | Kitt Peak            | Spacewatch           |
| 369896 | 2012 TC210             | 14 de març de 2005     | Mount Lemmon         | Mt. Lemmon Survey    |
| 369897 | 2012 TY229             | 7 d'octubre de 2007    | Kitt Peak            | Spacewatch           |
| 369898 | 2012 TU271             | 14 de desembre de 2003 | Kitt Peak            | Spacewatch           |
| 369899 | 2012 TO288             | 8 d'abril de 2002      | Palomar              | NEAT                 |
| 369900 | 2012 UD2               | 14 de març de 2004     | Kitt Peak            | Spacewatch           |

## 369901-370000
| Nom    | Designació provisional | Data de descobriment   | Lloc de descobriment | Descobridor/s                                          |
| ------ | ---------------------- | ---------------------- | -------------------- | ------------------------------------------------------ |
| 369901 | 2012 UA50              | 25 de gener de 2006    | Kitt Peak            | Spacewatch                                             |
| 369902 | 2012 UE132             | 3 de març de 2005      | Catalina             | CSS                                                    |
| 369903 | 2012 UN167             | 19 d'abril de 2007     | Mount Lemmon         | Mt. Lemmon Survey                                      |
| 369904 | 2012 VT100             | 9 d'abril de 2010      | Mount Lemmon         | Mt. Lemmon Survey                                      |
| 369905 | 2013 AQ30              | 29 d'octubre de 2003   | Kitt Peak            | Spacewatch                                             |
| 369906 | 2013 AF57              | 12 de desembre de 2006 | Kitt Peak            | Spacewatch                                             |
| 369907 | 2013 AA81              | 15 d'octubre de 2001   | Apache Point         | Sloan Digital Sky Survey                               |
| 369908 | 2013 AS121             | 3 d'agost de 2004      | Siding Spring        | Siding Spring Survey                                   |
| 369909 | 2013 BW25              | 26 de maig de 2003     | Kitt Peak            | Spacewatch                                             |
| 369910 | 2013 CW45              | 1 de desembre de 2003  | Kitt Peak            | Spacewatch                                             |
| 369911 | 2013 CF162             | 4 d'octubre de 2002    | Apache Point         | Sloan Digital Sky Survey                               |
| 369912 | 2013 CQ165             | 7 d'octubre de 2004    | Kitt Peak            | Spacewatch                                             |
| 369913 | 2013 CG174             | 21 de novembre de 2008 | Kitt Peak            | Spacewatch                                             |
| 369914 | 2013 CF176             | 19 d'agost de 2002     | Palomar              | NEAT                                                   |
| 369915 | 2013 CJ176             | 11 de gener de 1999    | Kitt Peak            | Spacewatch                                             |
| 369916 | 2013 CO180             | 26 de desembre de 2005 | Marly                | P. Kocher                                              |
| 369917 | 2013 CH196             | 12 de gener de 2000    | Kitt Peak            | Spacewatch                                             |
| 369918 | 2013 CJ204             | 5 d'octubre de 2002    | Palomar              | NEAT                                                   |
| 369919 | 2013 CU210             | 9 d'abril de 2005      | Kitt Peak            | Spacewatch                                             |
| 369920 | 2013 CJ217             | 13 de gener de 2008    | Kitt Peak            | Spacewatch                                             |
| 369921 | 2013 EN34              | 4 d'agost de 2005      | Palomar              | NEAT                                                   |
| 369922 | 2013 EV35              | 31 d'agost de 2005     | Kitt Peak            | Spacewatch                                             |
| 369923 | 2013 EX36              | 8 de novembre de 2007  | Catalina             | CSS                                                    |
| 369924 | 2013 ER39              | 11 de desembre de 2002 | Mount Graham         | W. H. Ryan, L. Stewart                                 |
| 369925 | 2013 EZ56              | 25 de febrer de 2007   | Kitt Peak            | Spacewatch                                             |
| 369926 | 2013 EP80              | 8 de gener de 2002     | Kitt Peak            | Spacewatch                                             |
| 369927 | 2013 EL86              | 6 de novembre de 2005  | Catalina             | CSS                                                    |
| 369928 | 2013 EZ91              | 12 de gener de 2004    | Palomar              | NEAT                                                   |
| 369929 | 2013 ER97              | 1 d'abril de 2005      | Kitt Peak            | Spacewatch                                             |
| 369930 | 2013 EE99              | 31 d'agost de 2005     | Kitt Peak            | Spacewatch                                             |
| 369931 | 2013 EZ99              | 7 de setembre de 2004  | Kitt Peak            | Spacewatch                                             |
| 369932 | 2013 EH110             | 4 de maig de 2008      | Kitt Peak            | Spacewatch                                             |
| 369933 | 2013 EG114             | 31 de març de 2009     | Mount Lemmon         | Mt. Lemmon Survey                                      |
| 369934 | 2013 EY126             | 16 de setembre de 2006 | Catalina             | CSS                                                    |
| 369935 | 2013 GQ7               | 7 de maig de 2005      | Mount Lemmon         | Mt. Lemmon Survey                                      |
| 369936 | 2013 GM27              | 13 d'abril de 2004     | Kitt Peak            | Spacewatch                                             |
| 369937 | 2013 GX37              | 2 de novembre de 1997  | Kitt Peak            | Spacewatch                                             |
| 369938 | 2013 GV54              | 12 de juliol de 2001   | Palomar              | NEAT                                                   |
| 369939 | 2013 GL61              | 21 d'abril de 1998     | Socorro              | LINEAR                                                 |
| 369940 | 2013 GX71              | 14 d'abril de 2007     | Catalina             | CSS                                                    |
| 369941 | 2013 GW72              | 10 d'abril de 2002     | Palomar              | NEAT                                                   |
| 369942 | 2013 GQ81              | 28 d'agost de 2006     | Kitt Peak            | Spacewatch                                             |
| 369943 | 2013 GB88              | 12 de març de 2008     | Mount Lemmon         | Mt. Lemmon Survey                                      |
| 369944 | 2013 GM88              | 6 de desembre de 2007  | Catalina             | CSS                                                    |
| 369945 | 2013 GY95              | 4 de novembre de 2004  | Catalina             | CSS                                                    |
| 369946 | 2013 GW98              | 25 d'octubre de 2005   | Kitt Peak            | Spacewatch                                             |
| 369947 | 2013 GA110             | 17 de setembre de 2004 | Socorro              | LINEAR                                                 |
| 369948 | 2013 GW111             | 2 de març de 2009      | Kitt Peak            | Spacewatch                                             |
| 369949 | 2013 HW                | 12 de maig de 2002     | Palomar              | NEAT                                                   |
| 369950 | 2013 HJ2               | 24 de maig de 2006     | Mount Lemmon         | Mt. Lemmon Survey                                      |
| 369951 | 2013 HH15              | 23 de novembre de 2006 | Mount Lemmon         | Mt. Lemmon Survey                                      |
| 369952 | 2013 HF41              | 10 de febrer de 2002   | Socorro              | LINEAR                                                 |
| 369953 | 2013 JK16              | 4 d'agost de 2003      | Kitt Peak            | Spacewatch                                             |
| 369954 | 2013 JO35              | 27 d'agost de 2005     | Palomar              | NEAT                                                   |
| 369955 | 2013 MK3               | 30 de novembre de 2003 | Kitt Peak            | Spacewatch                                             |
| 369956 | 6241 P-L               | 24 de setembre de 1960 | Palomar              | C. J. van Houten, I. van Houten-Groeneveld, T. Gehrels |
| 369957 | 1993 TX35              | 11 d'octubre de 1993   | La Silla             | E. W. Elst                                             |
| 369958 | 1993 TV45              | 9 d'octubre de 1993    | La Silla             | E. W. Elst                                             |
| 369959 | 1994 RW8               | 12 de setembre de 1994 | Kitt Peak            | Spacewatch                                             |
| 369960 | 1994 RC9               | 12 de setembre de 1994 | Kitt Peak            | Spacewatch                                             |
| 369961 | 1994 SL12              | 5 de setembre de 1994  | Kitt Peak            | Spacewatch                                             |
| 369962 | 1994 UY8               | 28 d'octubre de 1994   | Kitt Peak            | Spacewatch                                             |
| 369963 | 1995 OE3               | 22 de juliol de 1995   | Kitt Peak            | Spacewatch                                             |
| 369964 | 1995 SY31              | 21 de setembre de 1995 | Kitt Peak            | Spacewatch                                             |
| 369965 | 1995 SA87              | 25 de setembre de 1995 | Kitt Peak            | Spacewatch                                             |
| 369966 | 1995 UD21              | 19 d'octubre de 1995   | Kitt Peak            | Spacewatch                                             |
| 369967 | 1995 UP21              | 19 d'octubre de 1995   | Kitt Peak            | Spacewatch                                             |
| 369968 | 1995 UN24              | 19 d'octubre de 1995   | Kitt Peak            | Spacewatch                                             |
| 369969 | 1995 WR11              | 16 de novembre de 1995 | Kitt Peak            | Spacewatch                                             |
| 369970 | 1996 AS18              | 14 de gener de 1996    | Kitt Peak            | Spacewatch                                             |
| 369971 | 1996 GU5               | 11 d'abril de 1996     | Kitt Peak            | Spacewatch                                             |
| 369972 | 1996 RT14              | 11 de setembre de 1996 | Kitt Peak            | Spacewatch                                             |
| 369973 | 1996 SE1               | 17 de setembre de 1996 | Kitt Peak            | Spacewatch                                             |
| 369974 | 1996 TV35              | 11 d'octubre de 1996   | Kitt Peak            | Spacewatch                                             |
| 369975 | 1996 XZ9               | 1 de desembre de 1996  | Kitt Peak            | Spacewatch                                             |
| 369976 | 1997 AB10              | 3 de gener de 1997     | Kitt Peak            | Spacewatch                                             |
| 369977 | 1997 JC11              | 9 de maig de 1997      | Kitt Peak            | Spacewatch                                             |
| 369978 | 1997 SW3               | 23 de setembre de 1997 | Kitt Peak            | Spacewatch                                             |
| 369979 | 1997 SV5               | 23 de setembre de 1997 | Kitt Peak            | Spacewatch                                             |
| 369980 | 1997 TQ11              | 7 d'octubre de 1997    | Kitt Peak            | Spacewatch                                             |
| 369981 | 1997 WP4               | 20 de novembre de 1997 | Kitt Peak            | Spacewatch                                             |
| 369982 | 1998 BL10              | 20 de gener de 1998    | Mount Hopkins        | C. W. Hergenrother                                     |
| 369983 | 1998 QB28              | 26 d'agost de 1998     | Kitt Peak            | Spacewatch                                             |
| 369984 | 1998 QR52              | 27 d'agost de 1998     | Socorro              | LINEAR                                                 |
| 369985 | 1998 RK81              | 15 de setembre de 1998 | Kitt Peak            | Spacewatch                                             |
| 369986 | 1998 SO                | 16 de setembre de 1998 | Kitt Peak            | Spacewatch                                             |
| 369987 | 1998 SA51              | 26 de setembre de 1998 | Kitt Peak            | Spacewatch                                             |
| 369988 | 1998 SO105             | 26 de setembre de 1998 | Socorro              | LINEAR                                                 |
| 369989 | 1998 WH44              | 17 de novembre de 1998 | La Palma             | A. Fitzsimmons                                         |
| 369990 | 1999 AE11              | 7 de gener de 1999     | Kitt Peak            | Spacewatch                                             |
| 369991 | 1999 AB16              | 9 de gener de 1999     | Kitt Peak            | Spacewatch                                             |
| 369992 | 1999 EF6               | 13 de març de 1999     | Kitt Peak            | Spacewatch                                             |
| 369993 | 1999 RO37              | 11 de setembre de 1999 | Socorro              | LINEAR                                                 |
| 369994 | 1999 RQ55              | 7 de setembre de 1999  | Socorro              | LINEAR                                                 |
| 369995 | 1999 RV195             | 8 de setembre de 1999  | Socorro              | LINEAR                                                 |
| 369996 | 1999 TT7               | 2 d'octubre de 1999    | Socorro              | LINEAR                                                 |
| 369997 | 1999 TT23              | 4 d'octubre de 1999    | Kitt Peak            | Spacewatch                                             |
| 369998 | 1999 TE53              | 6 d'octubre de 1999    | Kitt Peak            | Spacewatch                                             |
| 369999 | 1999 TR60              | 7 d'octubre de 1999    | Kitt Peak            | Spacewatch                                             |
| 370000 | 1999 TR126             | 15 d'octubre de 1999   | Socorro              | LINEAR                                                 |